# Christlichdemokratische Volkspartei
Die Christlichdemokratische Volkspartei der Schweiz (CVP) (französisch Parti démocrate-chrétien (PDC), italienisch Partito popolare democratico (PPD), rätoromanisch Partida cristiandemocratica (PCD)) war eine politische Partei in der Schweiz. Sie schloss sich auf nationaler Ebene zum 1. Januar 2021 mit der Bürgerlich-Demokratischen Partei (BDP) zur Partei «Die Mitte» zusammen. Der Name CVP blieb in gewissen Kantonalverbänden bis 2024 in Gebrauch.
Die nationale CVP war eine der vier Schweizer Regierungsparteien und seit 1891 im Bundesrat vertreten. In den Anfängen des Schweizer Bundesstaates war sie mit ihren Vorgängerbewegungen das Sammelbecken der katholisch-konservativen Kräfte und die hauptsächliche Opposition zu dem den Staat dominierenden Freisinn. Später stand sie jedoch in der Mitte des politischen Spektrums und vertrat christdemokratische Positionen.

## Inhaltliches Profil

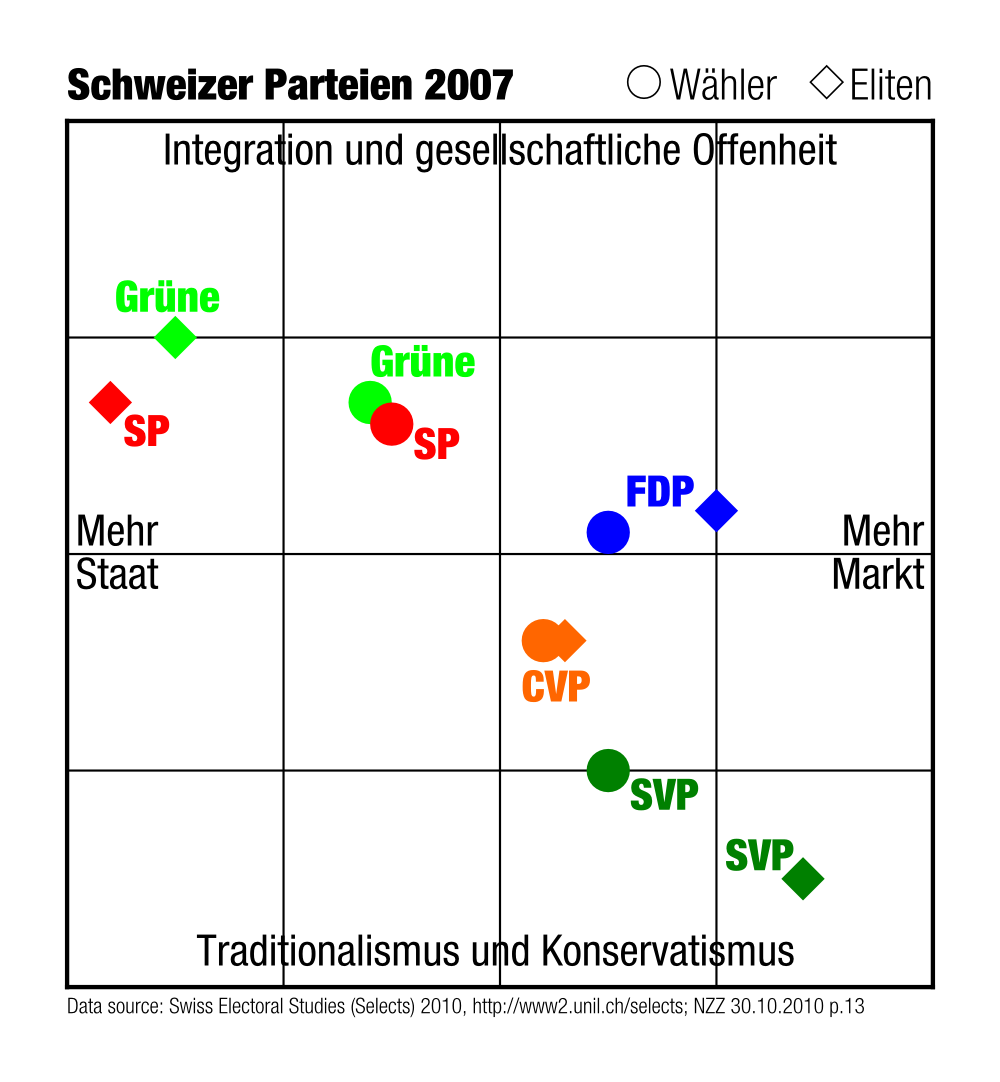
Die Position der CVP im politischen Spektrum der Schweiz (2007)

Die CVP bezeichnete sich in ihrem Parteiprogramm als liberal-sozial, wobei sie im Sinne der sogenannten sozialen Marktwirtschaft liberale Grundsätze mit der Gewährleistung von sozialen Grundrechten verbinden wollte. Die CVP sah sich als Vertreterin der Familien sowie der kleinen und mittleren Unternehmen. Ausserdem wollte sie den Mittelstand stärken.
Die Expansion der Partei in die reformierten Kantone, in denen die CVP eine aus ihrer Sicht soziale und liberale Politik betrieb, stand der traditionellen Rolle der CVP als staatstragender Partei in den katholischen Stammlanden (Zentralschweiz, Wallis, Tessin) gegenüber; dort bestand die Wählerbasis noch immer aus eher konservativen Personen. Ein weiterer Grund für die liberal-soziale Programmatik war die Dominanz der Partei in den Stammlanden, die sie zu einem Konsenskurs zwang – im Kanton Luzern etwa stellte sie bis ins Jahr 2005 drei von fünf Mitgliedern der Regierung, ebenso im Wallis bis 2017.

## Politische Schwerpunktthemen
Als staatstragende Partei verstand sich die CVP als zentrale Brückenbauerin in dem auf Kompromiss und Konkordanz ausgerichteten föderalen System der Schweiz. Die Politik sollte lösungsorientiert und zukunftsgerichtet sein. Die Politik der CVP deckte alle staatspolitisch relevanten Themen (Bildung und Forschung, Familie, Landwirtschaft, Service public & Verkehr, Sicherheit und Staatspolitik und Recht) ab, fokussierte sich im Wahljahr 2019 aber auf folgende Schwerpunkte:
- Gesundheit: Den hohen und weiter steigenden Kosten des Gesundheitswesens wollte die CVP mit einer Kostenbremse-Initiative entgegenwirken. Die Partei gab an, dass 20 % oder 6 Milliarden Franken der Kosten in der obligatorischen Grundversicherung ohne Qualitätsverlust eingespart werden können. Mit der Initiative sollten alle Prämienzahlenden, insbesondere der Mittelstand und Familien, entlastet werden. Umgesetzt werden sollte dies unter anderem durch tiefere Medikamentenpreise, mehr ambulante statt stationäre Behandlungen sowie die Voranbringung des elektronischen Patientendossiers.[6]

- Klima und Umwelt: 1971 wurde auf Anstoss der CVP der Umweltartikel in die Bundesverfassung aufgenommen.[7] 2019 forderte die Partei die Nutzung einheimischer und erneuerbarer Energiequellen, den Ausbau von Cleantech sowie ein griffiges CO₂-Gesetz zur konsequenten Umsetzung der Energiewende.[8]

- Aussenpolitik: Die CVP forderte eine Schweiz, die neutral und souverän ist, sich aber nicht isoliert. Dazu verlangte sie enge wirtschaftliche und auch sozial tragfähige Beziehungen zu Partnern, und vor allem der EU gegenüber ein selbstbewusstes Auftreten, insbesondere bei den verlangten Nachverhandlungen über das institutionelle Rahmenabkommen.[8]

- Sozialwerke: Um auch in Zukunft sichere Renten zu garantieren, forderte die CVP Reformen bei der AHV und der zweiten Säule sowie ein flexibles Rentenalter, wobei das Referenzalter der Frauen dem der Männer angeglichen werden soll. Diese Forderung wurde von den CVP-Frauen unterstützt mit der Verknüpfung der Lohngleichheit und dass die Kosten nicht zu Lasten der Frauen gehen dürfen.[9][10] Um die Sozialwerke weiter zu entlasten, verlangte die CVP zudem die bessere finanzielle Abgeltung von pflegenden Angehörigen. Zur Umsetzung dieser Forderung schlug die CVP ein neues Bundesgesetz über die Verbesserung der Vereinbarkeit von Erwerbstätigkeit und Angehörigenbetreuung vor.[11] Weitere Massnahmen zu den Sozialwerken betrafen die Verhinderung von Missbrauch sowie Reformen bei der Finanzierung der zweiten Säule.

- Nachhaltige Wirtschaft: Die CVP vertrat die Perspektive, dass nur eine Wirtschaftspolitik, die wachstumsfreundlich und solidarisch ist, Wohlstand schafft. Sie setzte sich mit der Forderung nach kostengünstiger Kinderbetreuung, zwei Wochen Vaterschaftsurlaub, Lohngleichheit sowie flexiblen Arbeitsmodellen für die bessere Vereinbarkeit von Familie und Beruf ein. In der sogenannten Familieninitiative kämpfte die CVP dafür, dass Kinder- und Ausbildungszulagen von den Steuern befreit werden. Ausserdem sollen steuerliche Benachteiligungen von verheirateten und eingetragenen Paaren aufgehoben werden. Dafür hat sich die Partei mit einer Volksinitiative eingesetzt. Die CVP verstand sich als die Partei, die den Mittelstand und die KMU stärkt. Letztere sollen von optimalen Rahmenbedingungen profitieren, um weiterhin zu wachsen und qualitativ hochwertige Berufsbildung anbieten zu können. Des Weiteren sprach sich die CVP für die Stärkung des Finanzplatzes Schweiz sowie die Nutzung der Chancen der digitalen Zukunft aus.[12]

- Migration: Den Fokus legte die Partei hier auf die schnelle und nachhaltige gesellschaftliche Integration der in der Schweiz aufgenommenen Migranten. Dabei wollte die CVP die Schweizer Werte des Zusammenlebens wahren und die Diskussion über diese Werte auch mit Personen aus anderen Kulturkreisen führen. Zugleich sollte durch gezielte Entwicklungshilfe in den Herkunftsländern die Zahl an Hilfesuchenden reduziert werden. Ziel der Massnahmen war eine Asylpolitik, die keinen Missbrauch zulässt.[13]

## Parteiorgane
- Delegiertenversammlung: Höchstes Organ auf Bundesebene war die Delegiertenversammlung (Parteitag), in welcher die Kantonalparteien vertreten waren. Sie definierten die Parteipolitik und wählten die Funktionsträger auf Bundesebene.
- Parteivorstand: Das leitende sowie vollziehende Organ der Partei war der Vorstand. Dieser setzte sich zusammen aus den Mitgliedern des Parteipräsidiums, fünf Mitgliedern der Fraktion, zwei Personen pro anerkannte Vereinigung sowie je einer Frau und einem Mann pro Kantonalpartei.
- Präsidium: Das Präsidium der CVP Schweiz bestand Ende 2020 aus folgenden Personen:

| Parteipräsident                             | Gerhard Pfister |
| Vizepräsident/in                            | Ida Glanzmann-Hunkeler, Charles Juillard |
| Präsidentin der Mitte-Fraktion. CVP-EVP-BDP | Andrea Gmür-Schönenberger |
| Weitere Mitglieder des Präsidiums           | Marianne Binder-Keller, Pirmin Bischof, Martin Candinas, Filippo Lombardi, Stefan Müller-Altermatt, Tino Schneider, Elisabeth Schneider-Schneiter, Anne Seydoux-Christe |

- Generalsekretariat:  Die Generalsekretärin war Ende 2020 Gianna Luzio.

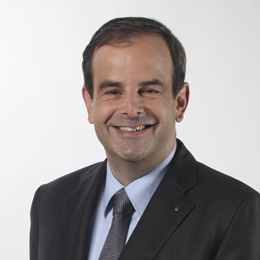
Gerhard Pfister, Parteipräsident ab 2016
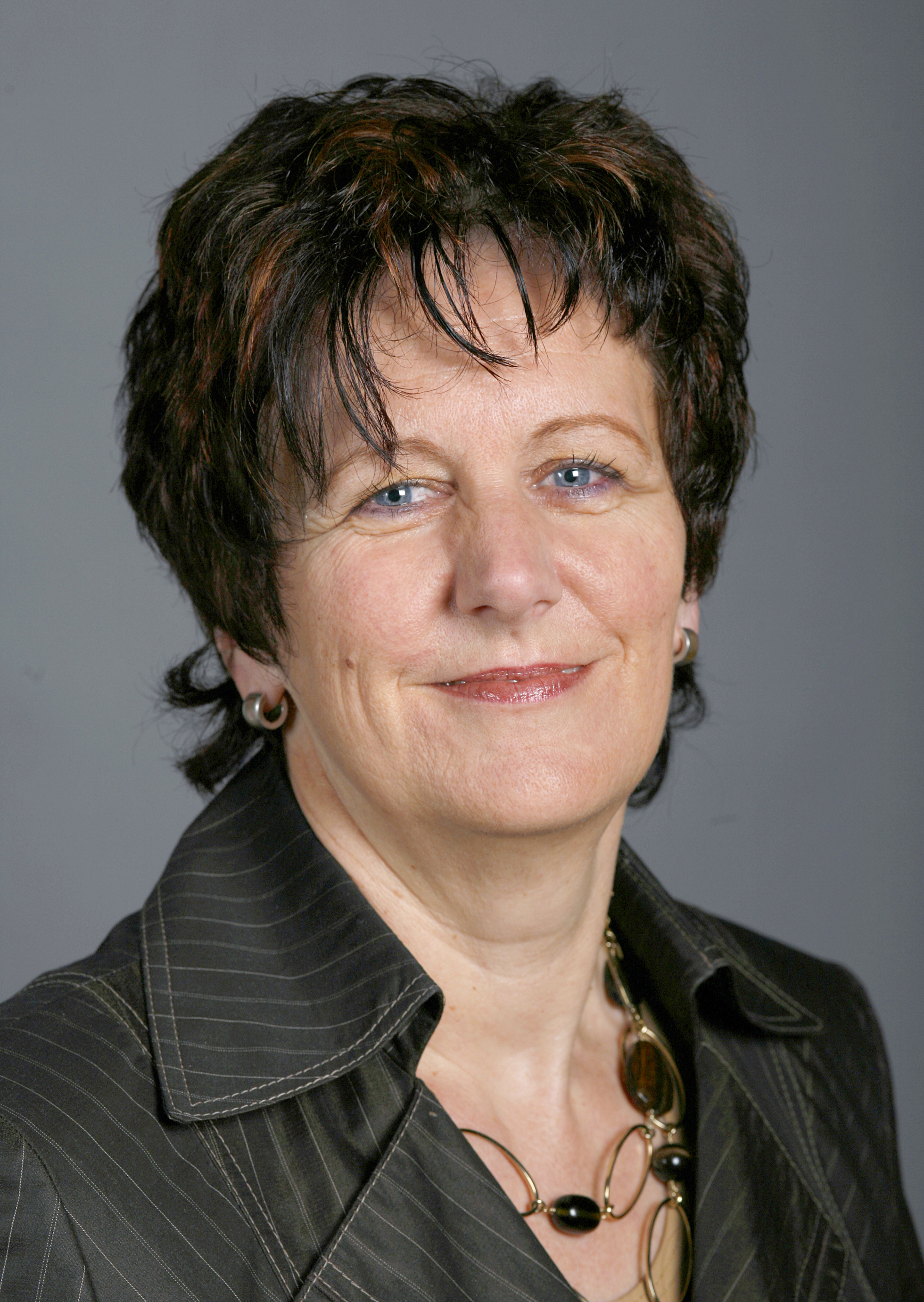
Ida Glanzmann-HunkelerVizepräsidentin seit 2008
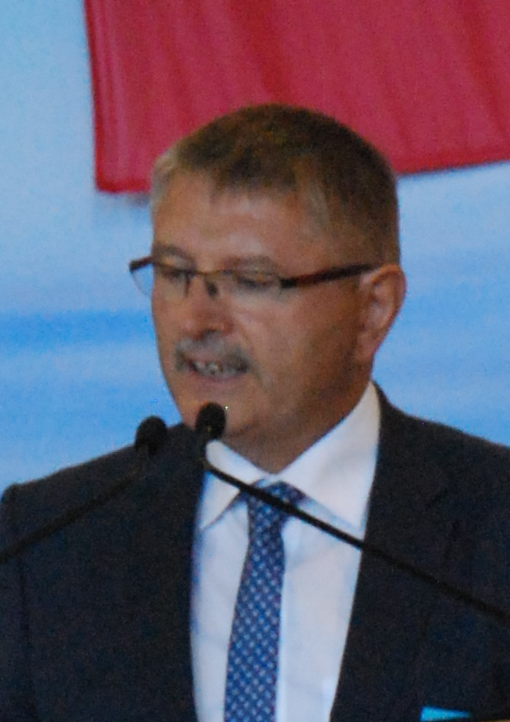
Charles Juillard, Vizepräsident
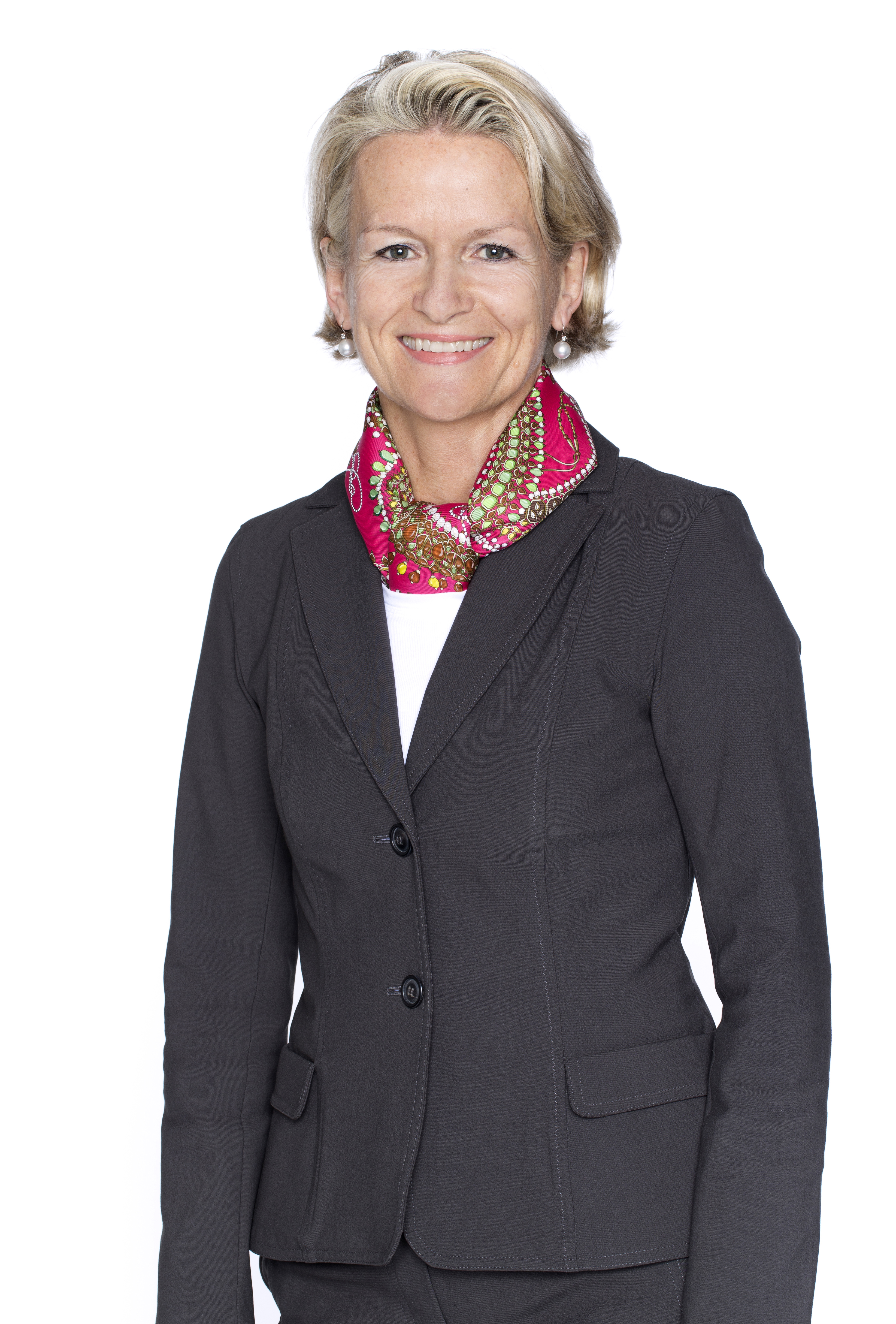
Andrea Gmür-Schönenberger, Fraktionspräsidentin seit 2020

## Vertretung in der Regierung und den Parlamenten
- Bundesrat: Die CVP war von 1891 bis 2020 immer im Bundesrat vertreten. 2020 war CVP-Bundesrätin Viola Amherd als Chefin des Eidgenössischen Departements für Verteidigung, Bevölkerungsschutz und Sport (VBS) die erste Verteidigungsministerin der Schweiz.[15]
- Bundeskanzler: Walter Thurnherr
- Bundeshausfraktion: In dieser waren alle amtierenden Nationalräte und Ständeräte der CVP (40), EVP (2) und CSP (1) vertreten. Mit 43 Sitzen war sie die viertgrösste Fraktion der eidgenössischen Räte. Davon fielen 29 Sitze auf den Nationalrat und 14 auf den Ständerat. Im Ständerat war die CVP damit die stärkste Partei. Geführt wurde die Fraktion von Fraktionspräsident Filippo Lombardi und Vize-Fraktionspräsident Leo Müller. Die Nachfolgefraktion ist die Mitte-Fraktion, die seit 2020 von Andrea Gmür-Schönenberger geführt wurde.
- Kantonsregierungen: Die CVP stellte 2020 in insgesamt 22 Kantonen 38 Regierungsräte.[16] Dies entsprach 24,7 % aller Sitze.[17]
- Kantonsparlamente: In allen kantonalen Parlamenten war die CVP 2020 mit insgesamt 414 Mandaten vertreten. Dies entsprach 15,9 % aller Sitze.[18]

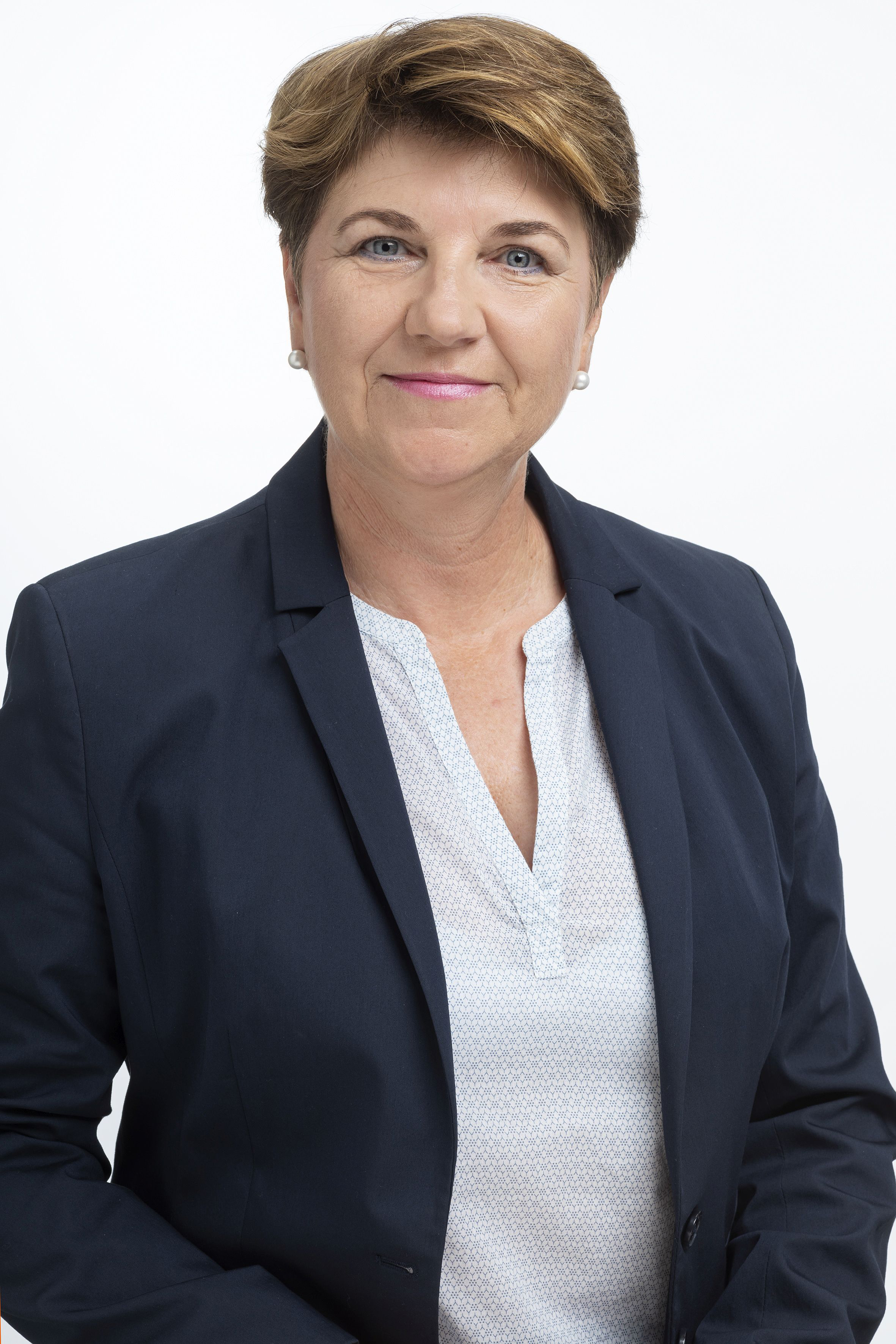
Viola Amherd, Bundesrätin seit 2019

### Vereinigungen der CVP
Die CVP hatte folgende Vereinigungen:
- CVP Frauen
- Junge CVP
- Arbeitsgemeinschaft Wirtschaft und Arbeit (AWG)
- Forum de l’entreprise
- Forum politique
- Christlichsoziale Vereinigung Schweiz (CSV), Nachfolgeorganisation der Christlichsozialen Partei (CSP)
- CVP International

### Kantonalsektionen (Stand 2020)
|                               | Kantonalsektion                   | Präsident                                                                                        | Resultate Nationalratswahlen 2019 | Mandate im Nationalrat                                 | Mandate im Ständerat       | Mitglieder in Kantonsregierungen                                 |
| ----------------------------- | --------------------------------- | ------------------------------------------------------------------------------------------------ | --------------------------------- | ------------------------------------------------------ | -------------------------- | ---------------------------------------------------------------- |
| Kanton Zürich                 | CVP Kanton Zürich                 | Nicole Barandun-Gross                                                                            | 4,4 %                             | Philipp Kutter                                         | -                          | Silvia Steiner                                                   |
| Kanton Bern                   | CVP Kanton Bern                   | Béatrice Wertli                                                                                  | 1,9 %                             | -                                                      | -                          | -                                                                |
| Kanton Luzern                 | CVP Kanton Luzern                 | Christian Ineichen                                                                               | 25,5 %                            | Priska Wismer-Felder Ida Glanzmann-Hunkeler Leo Müller | Andrea Gmür                | Guido Graf Reto Wyss                                             |
| Kanton Uri                    | CVP Kanton Uri                    | Flavio Gisler                                                                                    | 39,2 %                            | Simon Stadler                                          | Heidi Z’graggen            | Urban Camenzind Daniel Furrer Beat Jörg                          |
| Kanton Schwyz                 | CVP Kanton Schwyz                 | Bruno Beeler                                                                                     | 18,4 %                            | Alois Gmür                                             | Othmar Reichmuth           | Sandro Patierno Michael Stähli                                   |
| Kanton Obwalden               | CVP Kanton Obwalden               | Bruno von Rotz                                                                                   | 36,7 %                            | -                                                      | Erich Ettlin               | Christoph Amstad                                                 |
| Kanton Nidwalden              | CVP Kanton Nidwalden              | Therese Rotzer                                                                                   | 35,8 %                            | -                                                      | -                          | Othmar Filliger Karin Kayser-Frutschi Josef Niederberger-Streule |
| Kanton Glarus                 | CVP Kanton Glarus                 | Peter Landolt-Fischli                                                                            | 0-                                | -                                                      | -                          | Rolf Widmer                                                      |
| Kanton Zug                    | CVP Kanton Zug                    | Laura Dittli                                                                                     | 23,8 %                            | Gerhard Pfister                                        | Peter Hegglin              | Martin Pfister Silvia Thalmann-Gut Beat Villiger                 |
| Kanton Freiburg               | CVP Kanton Freiburg               | Damiano Lepori                                                                                   | 17,8 %                            | Marie-France Roth Pasquier Christine Bulliard-Marbach  | -                          | Oliver Curty Georges Godel Jean-Pierre Siggen                    |
| Kanton Solothurn              | CVP Kanton Solothurn              | Sandra Kolly-Altermatt                                                                           | 14,2 %                            | Stefan Müller-Altermatt                                | Pirmin Bischof             | Roland Fürst Roland Heim                                         |
| Kanton Basel-Stadt            | CVP Kanton Basel-Stadt            | Balz Herter                                                                                      | 4,6 %                             | -                                                      | -                          | Lukas Engelberger                                                |
| Kanton Basel-Landschaft       | CVP Kanton Basel-Landschaft       | Silvio Armando Fareri                                                                            | 8,5 %                             | Elisabeth Schneider-Schneiter                          | -                          | Anton Lauber                                                     |
| Kanton Schaffhausen           | CVP Kanton Schaffhausen           | Nathalie Zumstein                                                                                | 2,1 %                             | -                                                      | -                          | -                                                                |
| Kanton Appenzell Ausserrhoden | CVP Kanton Appenzell Ausserrhoden | Claudia Frischknecht                                                                             | 0-                                | -                                                      | -                          | -                                                                |
| Kanton Appenzell Innerrhoden  | CVP Kanton Appenzell Innerrhoden  | Stefan Ledergerber                                                                               | 35,7 %                            | Thomas Rechsteiner                                     | Daniel Fässler             | Monika Rüegg Bless Stefan Müller Ruedi Ulmann                    |
| Kanton St. Gallen             | CVP Kanton St. Gallen             | Patrick Dürr                                                                                     | 18,8 %                            | Nicolò Paganini Markus Ritter                          | Benedikt Würth             | Bruno Damann Susanne Hartmann                                    |
| Kanton Graubünden             | CVP Kanton Graubünden             | Stefan Engler                                                                                    | 16,3 %                            | Martin Candinas                                        | Stefan Engler              | Marcus Caduff Mario Cavigelli                                    |
| Kanton Aargau                 | CVP Kanton Aargau                 | Marianne Binder-Keller                                                                           | 9,9 %                             | Ruth Humbel Näf Marianne Binder-Keller                 | -                          | Markus Dieth                                                     |
| Kanton Thurgau                | CVP Kanton Thurgau                | Paul Rutishauser                                                                                 | 12,7 %                            | Christian Lohr                                         | Brigitte Häberli-Koller    | Carmen Haag                                                      |
| Kanton Tessin                 | CVP Kanton Tessin                 | Fiorenzo Dadò                                                                                    | 18,2 %                            | Fabio Regazzi Marco Romano                             | -                          | Raffaele De Rosa                                                 |
| Kanton Waadt                  | CVP Kanton Waadt                  | Gérald Cretegny Isabelle Tasset Vacheyrout                                                       | 2,4 %                             | -                                                      | -                          | -                                                                |
| Kanton Wallis                 | CVP Kanton Wallis                 | Franziska Biner (CVP Oberwallis) Konstantin Bumann (CSP Oberwallis) Joachim Rausis (Unterwallis) | 34,8 %                            | Sidney Kamerzin Benjamin Roduit Philipp Matthias Bregy | Beat Rieder Marianne Maret | Christophe Darbellay Jacques Melly Roberto Schmidt               |
| Kanton Neuenburg              | CVP Kanton Neuenburg              | Vincent Pahud Nathalie Schallenberger                                                            | 4,2 %                             | -                                                      | -                          | -                                                                |
| Kanton Genf                   | CVP Kanton Genf                   | Délphine Bachmann                                                                                | 7,7 %                             | Vincent Maitre                                         | -                          | Serge Dal Busco                                                  |
| Kanton Jura                   | CVP Kanton Jura                   | Pascal Eschmann                                                                                  | 22,5 %                            | Jean-Paul Gschwind                                     | Charles Juillard           | Martial Courtet                                                  |

Anmerkungen
1. ↑  Die Kantonalpartei gliedert sich in vier Untersektionen: CVP Oberwallis, CVP Mittelwallis, CVP Unterwallis sowie CSP Oberwallis

## Geschichte

### Katholiken im Kulturkampf

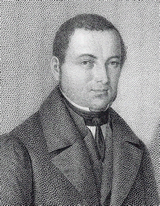
Josef Leu

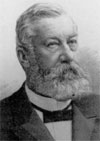
Josef Zemp

Im Gasthaus Rössli in Ruswil unterzeichneten Vertreter einer konservativen Volksbewegung 1840 unter Bauernführer Josef Leu von Ebersol die Ruswiler Erklärung, die sich gegen den liberalen Zeitgeist wandte. Wenig später wurde im selben Wirtshaus der «Ruswiler Verein» gegründet, aus dem später die Katholisch-Konservative Partei wurde, die im gesamten 19. Jahrhundert im Kulturkampf eine kirchenfreundliche und in der nationalstaatlichen Frage eine föderalistische Haltung einnahm. Die Katholisch-Konservativen unterlagen im Sonderbundskrieg von 1847 und befanden sich im 1848 gegründeten Bundesstaat nachfolgend in deutlicher Opposition zur liberalen Mehrheit.
In Gegensatz zur Lage im Gesamtstaat dominierten die Katholisch-Konservativen die Politik in den ländlich-katholischen Kantonen der Innerschweiz, im Wallis und im Kanton Freiburg, während sie sich im Tessin einen langwierigen Machtkampf mit den Liberalen lieferten. Wie die Liberalen besassen die Katholisch-Konservativen weder ein formelles Organisationsstatut noch ein Programm. 1882 erfolgte die offizielle Gründung der Fraktion. Die Gründungsversuche einer nationalen Partei (1874 «Association conservatrice suisse» durch Abbé Joseph Schorderet und Theodor Scherer-Boccard, 1881 «Konservative Union» durch Josef Zemp und Julius Schnyder von Wartensee, 1894 «Katholische Volkspartei» durch Anton Augustin und Ernst Feigenwinter) scheiterten jedoch jahrzehntelang an der föderalistischen Struktur der Schweiz und den Differenzen im katholisch-konservativen Lager.
Der Prozess der Einbindung der Katholisch-Konservativen in den liberalen Bundesstaat begann Ende des 19. Jahrhunderts. Nach mehreren Abstimmungssiegen der Katholisch-Konservativen, die sie in unterschiedlichen Allianzen errungen hatten, erkannten die Liberalen und Radikalen, dass sich ihre Isolierungspolitik nicht mehr aufrechterhalten liess. Ausserdem bevorzugten sie mit dem Erstarken der Sozialdemokratie einen Schulterschluss der bürgerlichen Kräfte. Am 17. Dezember 1891 wurde schliesslich mit Josef Zemp zum ersten Mal ein Katholisch-Konservativer in den Bundesrat gewählt. Eine weitere wichtige Entwicklung der Jahrhundertwende war, dass neben dem traditionellen ländlich-katholischen Flügel ein christlichsozialer Arbeitnehmerflügel entstand, der besonders viel Unterstützung bei Katholiken fand, die in protestantische Kantone ausgewandert waren, in denen sich die Partei somit erstmals etablieren konnte.

### Katholisch-Konservative in der Zwischenkriegszeit
| Wahl- jahr                                             | Wähler- anteil | Nationalrat | Ständerat |
| ------------------------------------------------------ | -------------- | ----------- | --------- |
| 1919                                                   | 21,0 %         | 41/189      | 17/44     |
| 1922                                                   | 21,0 %         | 44/198      | 17/44     |
| 1925                                                   | 20,9 %         | 42/198      | 18/44     |
| 1928                                                   | 21,4 %         | 46/198      | 18/44     |
| 1931                                                   | 21,4 %         | 44/187      | 18/44     |
| 1935                                                   | 20,3 %         | 42/187      | 19/44     |
| 1939                                                   | 17,0 % 1       | 43/187      | 18/44     |
| 1943                                                   | 20,8 %         | 43/194      | 19/44     |
| 1947                                                   | 21,2 %         | 44/194      | 18/44     |
| 1951                                                   | 22,5 %         | 48/196      | 18/44     |
| 1955                                                   | 23,2 %         | 47/196      | 17/44     |
| 1959                                                   | 23,3 %         | 47/196      | 17/44     |
| 1963                                                   | 23,4 %         | 48/200      | 18/44     |
| 1967                                                   | 22,1 %         | 45/200      | 18/44     |
| 1971                                                   | 20,3 %         | 44/200      | 17/44     |
| 1975                                                   | 21,1 %         | 46/200      | 17/44     |
| 1979                                                   | 21,3 %         | 44/200      | 18/46     |
| 1983                                                   | 20,2 %         | 42/200      | 18/46     |
| 1987                                                   | 19,7 %         | 42/200      | 19/46     |
| 1991                                                   | 18,0 %         | 37/200      | 16/46     |
| 1995                                                   | 16,8 %         | 34/200      | 16/46     |
| 1999                                                   | 15,8 %         | 35/200      | 15/46     |
| 2003                                                   | 14,4 %         | 29/200      | 15/46     |
| 2007                                                   | 14,5 %         | 31/200      | 15/46     |
| 2011                                                   | 12,3 %         | 29/200      | 13/46     |
| 2015                                                   | 11,6 %         | 28/200      | 13/46     |
| 2019                                                   | 11,4 %         | 25/200      | 13/46     |
| 1 Aussagekraft begrenzt, da stille Wahl in 9 Kantonen. |                |             |           |

Im Jahr 1912 wurde die «Schweizerische Konservative Volkspartei» (KVP) im Hôtel Union in Luzern gegründet, die Katholisch-Konservativen waren damit erstmals in einer formellen gesamtschweizerischen Organisation verbunden, die 1919 mit Jean-Marie Musy einen zweiten Sitz im Bundesrat erhielt. Mit der Gründung des Christlichsozialen Arbeiterbundes 1919 gewann die christlichsoziale Arbeiter- und Angestelltenbewegung in der bisher bäuerlich-gewerblich und ländlich sowie kleinstädtisch geprägten Partei an Bedeutung. In der Zwischenkriegszeit fanden innerhalb der Konservativen Volkspartei Modelle einer «autoritären Demokratie» und Ständestaatsgedanken Unterstützung. Der Höhepunkt dieser Tendenz war die sogenannte Fronteninitiative, welche von den rechtsextremen Fronten und den Katholisch-Konservativen unterstützt wurde. Nach der deutlichen Ablehnung dieses Begehrens in der Volksabstimmung 1935 verlor die reaktionär-korporatistische Bewegung etwas an Bedeutung.
Mitte der 1930er Jahre trat der Klassenkampf zwischen den Bürgerlichen und den Sozialdemokraten unter dem Druck des Faschismus in den Hintergrund und führte zu einer politischen Normalisierung (Burgfrieden) zwischen den regierenden Bürgerlichen und den oppositionellen Sozialdemokraten. Im Jahr 1943 verloren die Freisinnigen die Regierungsmehrheit im Bundesrat. Im gleichen Jahr erhielt die KVP erstmals den Posten des Bundeskanzlers.

### Blüte in den Fünfzigerjahren und Erneuerung
Getragen vom politischen Klima der Nachkriegszeit, erlebten die Konservativen in den 1950er Jahren einen Höhepunkt: Sie stellten die grösste Parlamentsdelegation ihrer Geschichte, und von 1954 bis 1958 belegte die Partei einen dritten Sitz im Bundesrat, den sie jedoch im Zuge der Einbindung der Sozialdemokratie 1959 ins schweizerische Regierungssystem wieder abgab und sich nach der Zauberformel richtete. Mit 23,4 Prozent erreichte die Partei bei den Schweizer Parlamentswahlen 1963 das bisher beste Resultat ihrer Parteigeschichte.

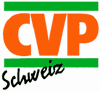
CVP-Signet nach 1970

Im Jahr 1957 wurde die Konservative Volkspartei in «Konservativ-Christlichsoziale Volkspartei» (KCVP) umbenannt, da die Landespartei je nach Kanton konservative oder christlichsoziale Kantonalparteien umfasste. Nach dem Zweiten Vatikanischen Konzil von 1962 bis 1965 wurde innerhalb der Partei die Forderung nach Anpassung an die gewandelte Gesellschaft laut, und die KCVP vollzog eine programmatische Öffnung, die zu den Parteireformen von 1970/1971 führte. Die neue Mittepartei koalierte in der Sozialpolitik häufig mit den Sozialdemokraten, in der Wirtschafts- und Finanzpolitik mit den Freisinnigen, während sie in der Kultur- und Kirchenpolitik christlich-konservative Positionen vertrat. Weiter wurde während der Reformen ein neuer Name für die Partei gesucht: Einige schlugen «Christlichdemokratische Union» vor, während andere Kräfte aus dem «katholischen Ghetto» ausbrechen wollten und den Namen «Schweizerische Volkspartei» vorschlugen. (Die heutige Schweizerische Volkspartei wurde erst ein Jahr später gegründet.) 1970 entschied man sich schliesslich für den bis 2020 bestehenden Namen «Christlichdemokratische Volkspartei». In den folgenden Jahrzehnten bereitete der CVP die Auflösung des katholischen Milieus, einst einigende Klammer der Partei, zunehmend Probleme.

### Rückgang des Wähleranteils und Verlust eines Bundesratssitzes
Obwohl die CVP in ihren Stammlanden, den früheren Sonderbundskantonen Luzern, Freiburg, Wallis, Uri, Schwyz, Obwalden, Nidwalden und Zug sowie (seit Beginn des 20. Jahrhunderts) im Kanton St. Gallen, eine dominante Stellung einnahm, kam es ab den 1980er Jahren zu Erosionserscheinungen, bedingt durch die Säkularisierung, die soziale Mobilität, die Wohlstandsgesellschaft sowie die Auflösung des katholischen Milieus. Die Abnahme der Stammwählerschaft führte ab 1980 zu einer stetigen Abnahme der erzielten Resultate bei den eidgenössischen Wahlen. Besonders in den 1990er und frühen 2000er Jahren wurden viele konservative Wähler aus den ländlichen Stammlanden von der national-konservativen SVP abgeworben.
Bei der Bundesratswahl vom 10. Dezember 2003 wurde zudem mit der ultimativen Forderung der Schweizerischen Volkspartei auf einen zweiten Sitz für ihren Kandidaten Christoph Blocher die bisher geltende Zauberformel für die Zusammensetzung des Bundesrats gesprengt. In einer Kampfwahl wurde mit der Abwahl der amtierenden Bundesrätin Ruth Metzler-Arnold erstmals seit langem wieder ein Bundesratsmitglied von der Vereinigten Bundesversammlung nicht mehr bestätigt. An ihrer Stelle wurde Christoph Blocher gewählt. Damit verblieb Joseph Deiss als einziger CVP-Vertreter im Bundesrat.

Parteistärke der CVP bei den Nationalratswahlen 2019

Unter der Führung ihrer Präsidentin und späteren Bundesrätin Doris Leuthard konnte die CVP Mitte der 2000er-Jahre ihren Rückgang vorübergehend aufhalten. Schweizer Medien sprachen vom Leuthard-Effekt. Bei den Schweizer Parlamentswahlen 2007 konnte die CVP ihren Stimmenanteil leicht verbessern. Die CVP bildete daraufhin mit der glp und der EVP für die 48. Legislaturperiode des Nationalrates eine gemeinsame Fraktion (nachdem die glp 2011 selbst Fraktionsstärke erreicht hatte, wurde daraus die Fraktion CVP/EVP der Bundesversammlung). Als Grundlage hierfür wurde eine Stärkung der politischen Mitte, verbunden mit einem Führungsanspruch in dieser, angeführt. In der Folge arbeitete die CVP auch in verschiedenen Kantonen und Gemeinden mit EVP und glp sowie mit der 2008 als SVP-Abspaltung gegründeten Bürgerlich-Demokratischen Partei (BDP) zusammen.
Ab Beginn der 2010er-Jahre verlor die CVP erneut Stimmen. Bei den Schweizer Parlamentswahlen 2015 erhielt die CVP noch 11,6 % der Stimmen und gewann 27 Nationalrats- und 13 Ständeratssitze, bei denjenigen von 2019 11,4 % der Stimmen, 25 Nationalrats- und erneut 13 Ständeratssitze. Nach Wähleranteilen lag die CVP 2019 erstmals hinter den Grünen auf dem fünften Platz, allerdings konnte sie mit der neuen Mitte-Fraktion, in der sich die Abgeordneten der CVP, der EVP und der BDP zusammenschlossen, im Nationalrat die drittstärkste Fraktion bilden. Diese wurde gegründet, da die BDP bei den Wahlen 2019 ihre Fraktionsstärke verloren hatte. Im Ständerat blieb die CVP die stärkste Kraft.

### Umbenennung in «Die Mitte» und Fusion mit der BDP
Ab 2020 bereitete die Parteileitung der CVP eine Umbenennung der nationalen Partei in «Die Mitte» vor, wobei die Kantonalparteien den bisherigen Namen weiter führen konnten. Mit der Umbenennung wollte die Partei eine Wählerschaft ansprechen, die sich am christlichen «C» im Parteinamen störte. Man wollte auch eine Fusion mit der BDP ermöglichen, die ähnliche Positionen wie die CVP vertrat, ebenfalls rückläufige Wähleranteile verzeichnete und im Gegensatz zur CVP vor allem in protestantisch geprägten Kantonen stark war.
Im November 2020 sprachen sich die Parteimitglieder der CVP in einer brieflichen Abstimmung mit einer Mehrheit von 61 % für die Namensänderung aus. Die Delegiertenversammlung stimmte am 28. November 2020 mit 85 % Ja-Stimmen für die Namensänderung und mit 93 % für die Fusion mit der BDP. Diese wurde am 1. Januar 2021 vollzogen.
Der Zusammenschluss betraf vorerst nur die nationalen Parteien. Den Kantonalparteien gab man bis 2025 Zeit, sich zu entscheiden, ob sie den neuen Namen übernehmen wollten. Die CVP des Kantons Wallis beispielsweise sprach sich sofort gegen eine Namensänderung aus. In Kantonen, in denen sowohl eine kantonale CVP als auch eine BDP existierte, konnten die Parteien selbstständig über einen Zusammenschluss entscheiden.

## Wahlergebnisse
| Jahr | National- rat | Kantonsparlamente | Kantonsparlamente | Kantonsparlamente | Kantonsparlamente | Kantonsparlamente | Kantonsparlamente | Kantonsparlamente | Kantonsparlamente | Kantonsparlamente | Kantonsparlamente | Kantonsparlamente | Kantonsparlamente | Kantonsparlamente | Kantonsparlamente | Kantonsparlamente | Kantonsparlamente | Kantonsparlamente | Kantonsparlamente | Kantonsparlamente | Kantonsparlamente | Kantonsparlamente | Kantonsparlamente | Kantonsparlamente | Kantonsparlamente | Kantonsparlamente | Kantonsparlamente |
| Jahr | National- rat | ZH                | BE                | LU                | UR                | SZ                | OW                | NW                | GL                | ZG                | FR                | SO                | BS                | BL                | SH                | AR                | AI                | SG                | GR                | AG                | TG                | TI                | VD                | VS                | NE                | GE                | JU                |
| --- | ------------- | ----------------- | ----------------- | ----------------- | ----------------- | ----------------- | ----------------- | ----------------- | ----------------- | ----------------- | ----------------- | ----------------- | ----------------- | ----------------- | ----------------- | ----------------- | ----------------- | ----------------- | ----------------- | ----------------- | ----------------- | ----------------- | ----------------- | ----------------- | ----------------- | ----------------- | ----------------- |
| 2007 | 14,5          | 7,2               |                   | 37,3              |                   |                   |                   |                   |                   |                   |                   |                   |                   | 12,1              |                   | *                 | *                 |                   |                   |                   |                   | 23,2              | 2,1               |                   |                   |                   |                   |
| 2008 |               |                   |                   |                   | 34,7              | 29,8              |                   |                   |                   |                   |                   |                   | 9,3               |                   | 5,1               |                   |                   | 26,1              |                   |                   | 15,9              |                   |                   |                   |                   |                   |                   |
| 2009 |               |                   |                   |                   |                   |                   |                   |                   |                   |                   |                   | 20,8              |                   |                   |                   |                   |                   |                   |                   | 15,0              |                   |                   |                   | 48,5              | 3,2               | 9,9               |                   |
| 2010 |               |                   | 1,3               |                   |                   |                   | 33,8              | 31,1              | 10,7              | 26,5              |                   |                   |                   |                   |                   |                   |                   |                   | *                 |                   |                   |                   |                   |                   |                   |                   | 28,9              |
| 2011 | 12,3          | 4,9               |                   | 31,1              |                   |                   |                   |                   |                   |                   | 26,6              |                   |                   | 9,3               |                   | 4,2               | *                 |                   |                   |                   |                   | 20,5              |                   |                   |                   |                   |                   |
| 2012 |               |                   |                   |                   | 36,6              | 29,1              |                   |                   |                   |                   |                   |                   | 7,3               |                   | 4,9               |                   |                   | 23,0              |                   | 13,3              | 14,2              |                   | 2,9               |                   |                   |                   |                   |
| 2013 |               |                   |                   |                   |                   |                   |                   |                   |                   |                   |                   | 18,4              |                   |                   |                   |                   |                   |                   |                   |                   |                   |                   |                   | 43,8              | 2,7               | 10,6              |                   |
| 2014 |               |                   | 0,8               |                   |                   |                   | 32,1              | 29,1              | 8,9               | 26,8              |                   |                   |                   |                   |                   |                   |                   |                   | *                 |                   |                   |                   |                   |                   |                   |                   |                   |
| 2015 | 11,6          | 4,9               |                   | 30,9              |                   |                   |                   |                   |                   |                   |                   |                   |                   | 9,6               |                   | 6,0               | *                 |                   |                   |                   |                   | 18,6              |                   |                   |                   |                   | 26,8              |
| 2016 |               |                   |                   |                   | 31,3              | 27,2              |                   |                   |                   |                   | 23,7              |                   | 5,9               |                   | 3,7               |                   |                   | 20,4              |                   | 12,1              | 13,4              |                   |                   |                   |                   |                   |                   |
| 2017 |               |                   |                   |                   |                   |                   |                   |                   |                   |                   |                   | 18,9              |                   |                   |                   |                   |                   |                   |                   |                   |                   |                   | 2,2               | 41,7              | 2,7               |                   |                   |
| 2018 |               |                   | 0,4               |                   |                   |                   | 29,8              | 26,8              | 9,4               | 25,6              |                   |                   |                   |                   |                   |                   |                   |                   | *                 |                   |                   |                   |                   |                   |                   | 10,7              |                   |
| 2019 | 11,4          | 4,3               |                   | 27,5              |                   |                   |                   |                   |                   |                   |                   |                   |                   | 9,8               |                   | 4,4               | *                 |                   |                   |                   |                   | 17,6              |                   |                   |                   |                   |                   |
| 2020 |               |                   |                   |                   | 30,9              | 24,0              |                   |                   |                   |                   |                   |                   | 6,3               |                   | 3,2               |                   |                   | 22,1              |                   | 12,8              | 13,6              |                   |                   |                   |                   |                   | 24,4              |
| Legende: * – Landsgemeinde oder Majorzwahlen/Gemeindeversammlungen in mehreren/allen Wahlkreisen; … – zuk. Wahlen im laufenden Jahr; kursiv – Einzug ins Parlament verpasst; Wahlergebnisse in Prozent; Quelle: |               |                   |                   |                   |                   |                   |                   |                   |                   |                   |                   |                   |                   |                   |                   |                   |                   |                   |                   |                   |                   |                   |                   |                   |                   |                   |                   |

## Personen

### Parteipräsidenten
Die folgenden Politiker waren Parteipräsidenten der Konservativen Volkspartei, der Konservativ-Christlichsozialen Volkspartei beziehungsweise der Christlichdemokratischen Volkspartei.

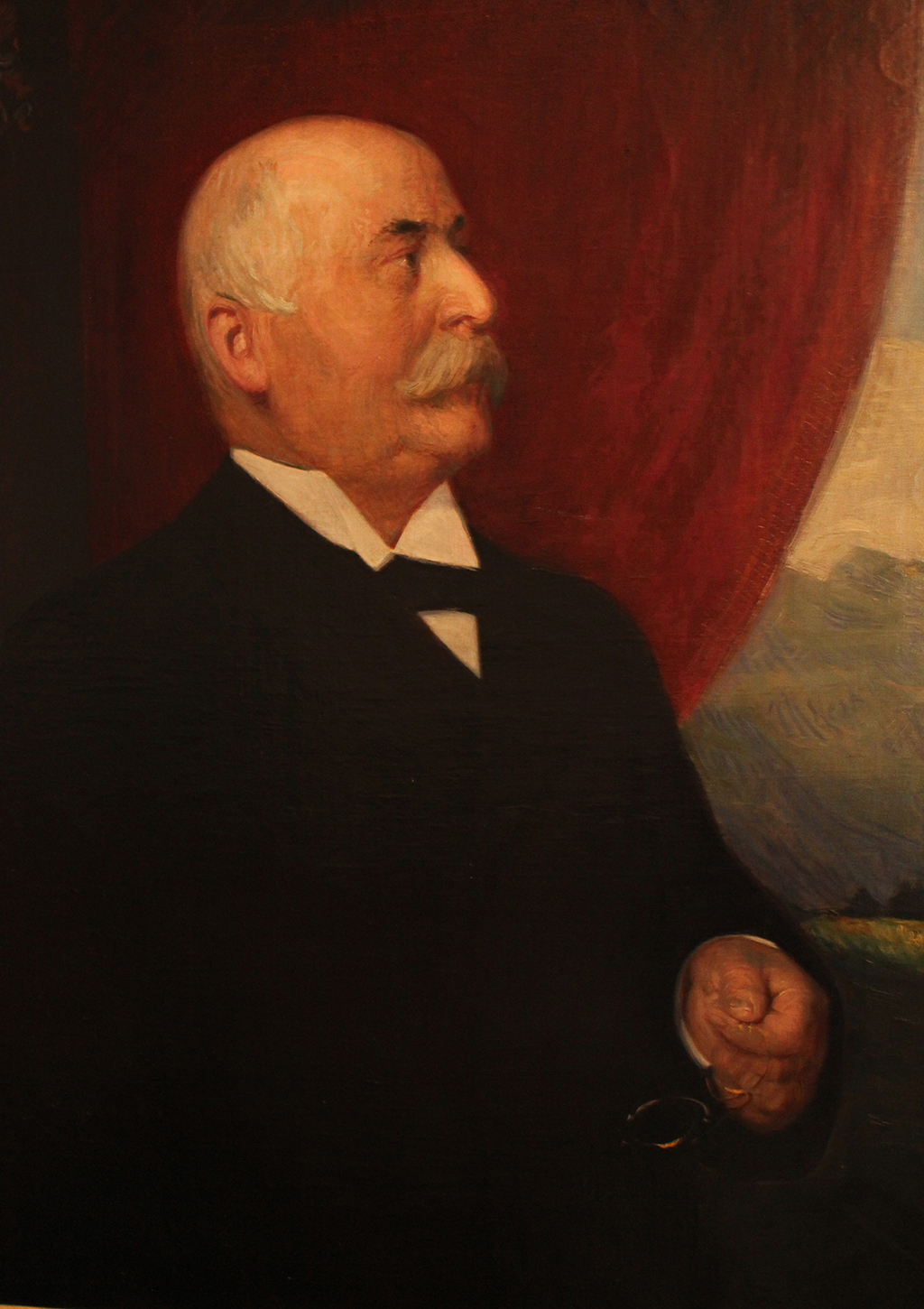
Adalbert Wirz 1912–1917
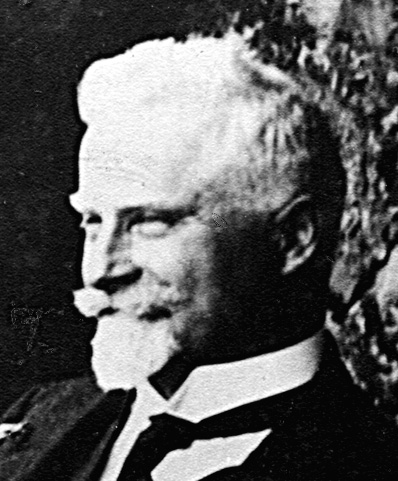
Eugène Deschenaux 1917–1919
Joseph Räber 1919–1928
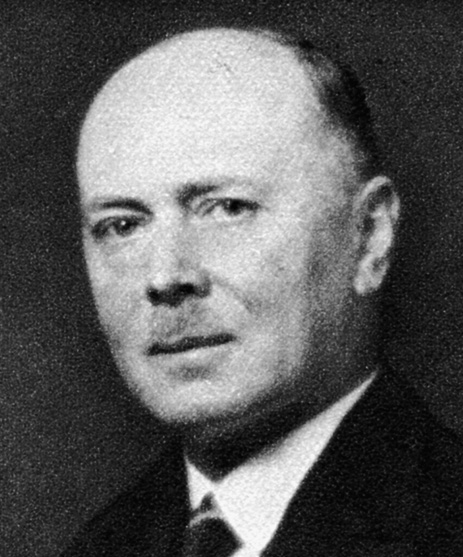
Ernest Perrier 1928–1932
Eduard Guntli 1932–1934
Raymond Evéquoz 1934–1935
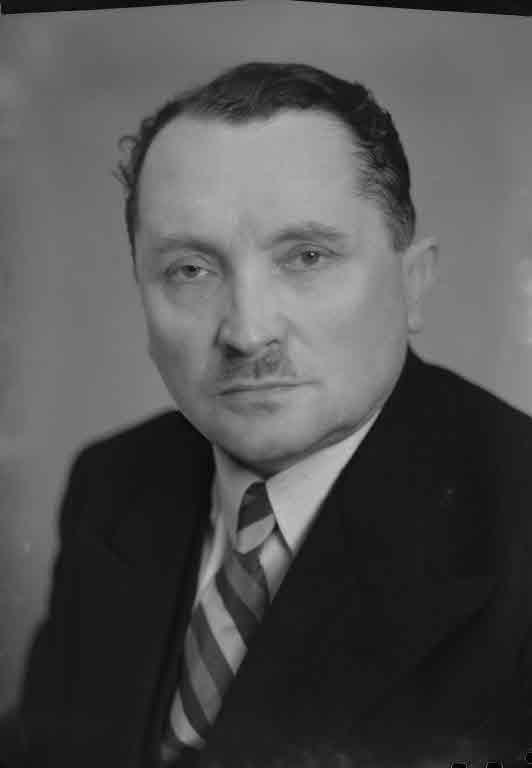
Emil Nietlispach 1935–1940
Pierre Aeby 1940–1946
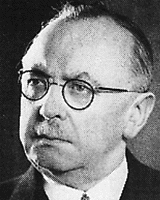
Josef Escher 1946–1950
Max Rohr 1950–1955
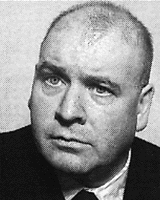
Jean Bourgknecht 1955–1959
Ettore Tenchio 1960–1968
Franz Josef Kurmann 1968–1973
Hans Wyer 1973–1984
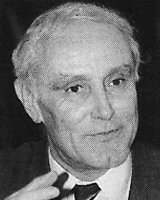
Flavio Cotti 1984–1986
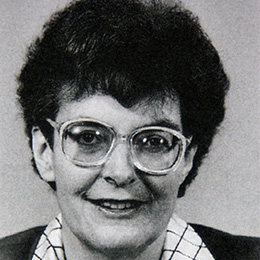
Eva Segmüller 1987–1992
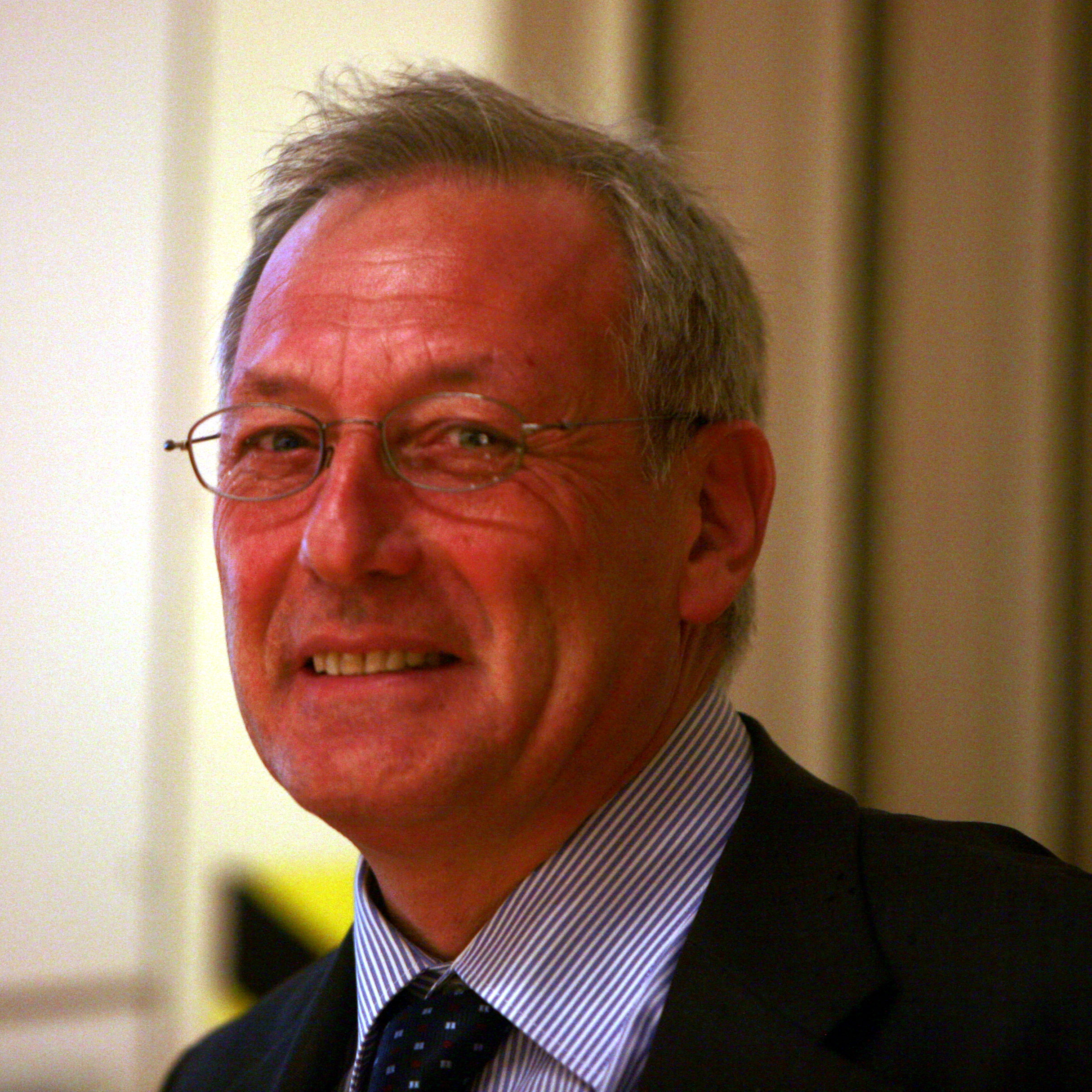
Carlo Schmid 1992–1994
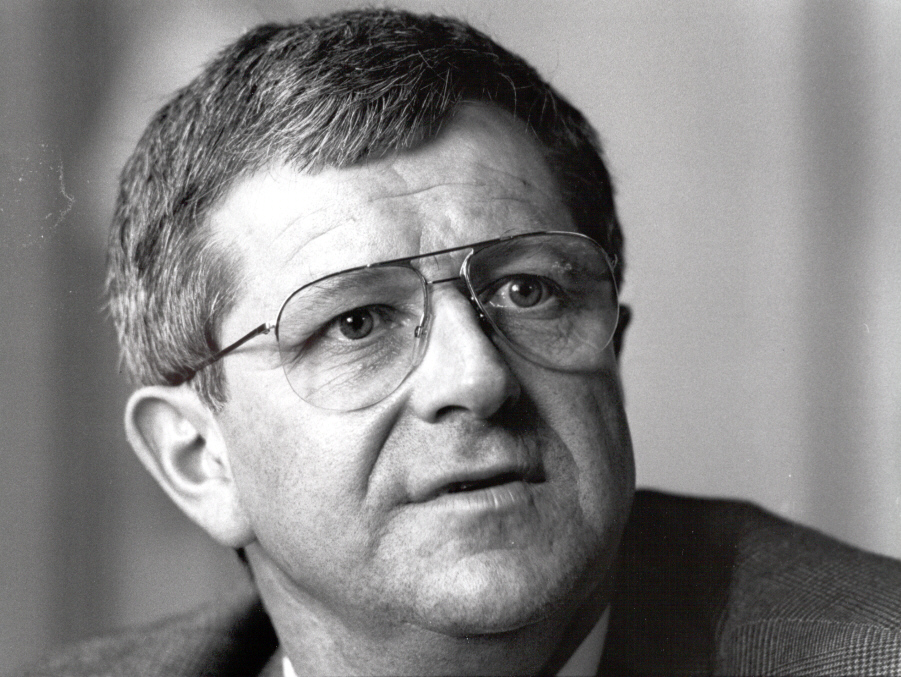
Anton Cottier 1994–1997
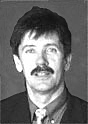
Adalbert Durrer 1997–2001
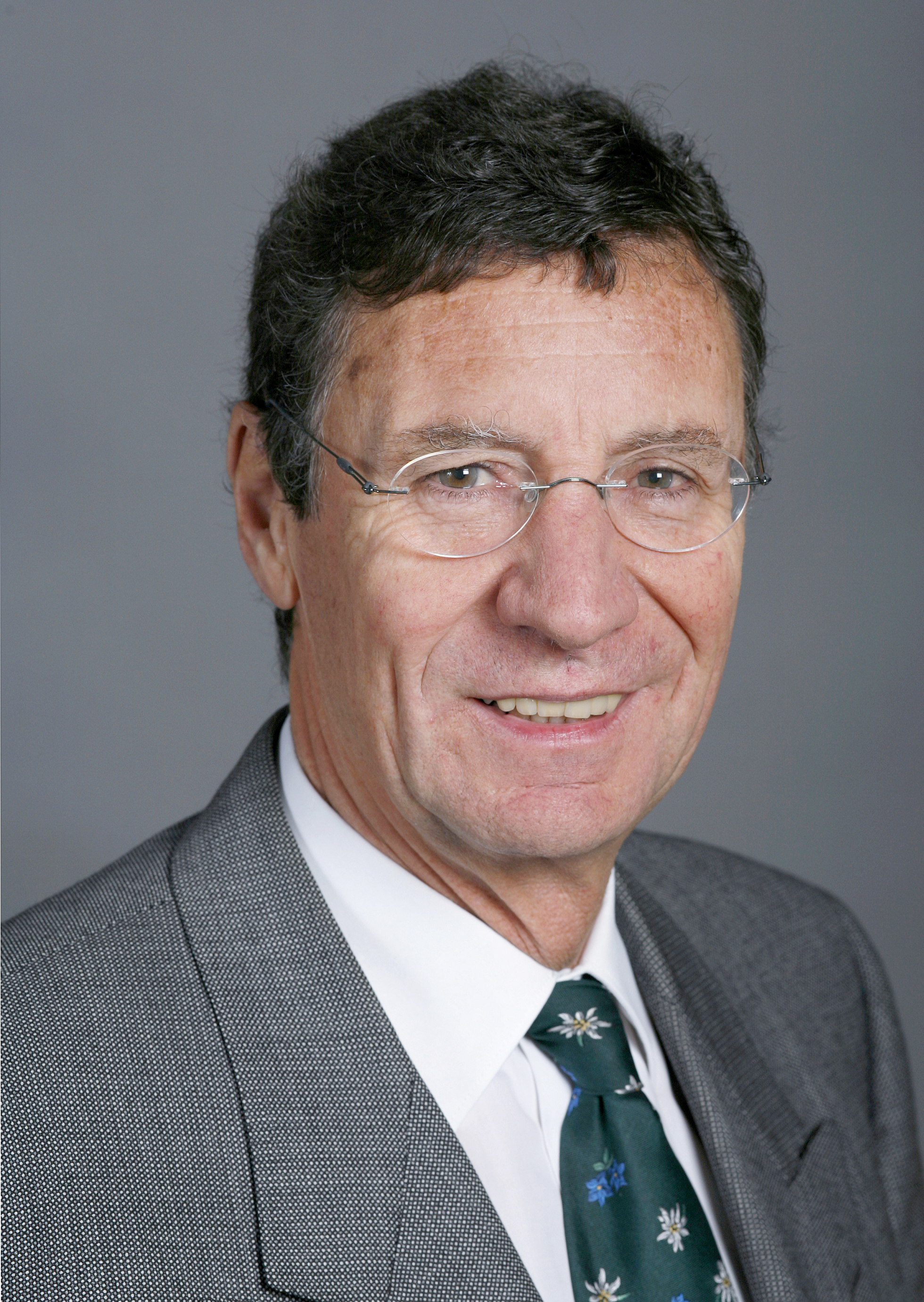
Philipp Stähelin 2001–2004
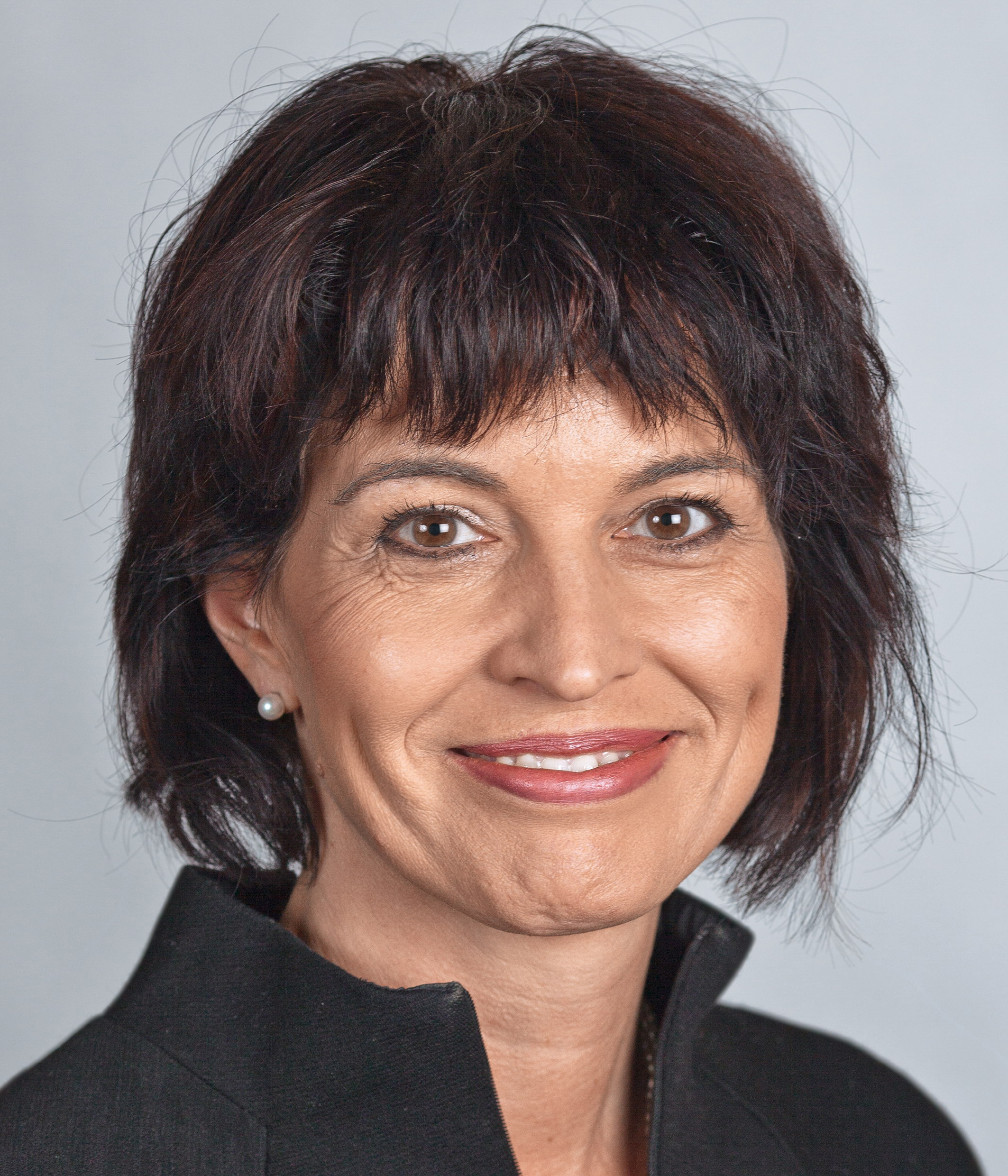
Doris Leuthard 2004–2006
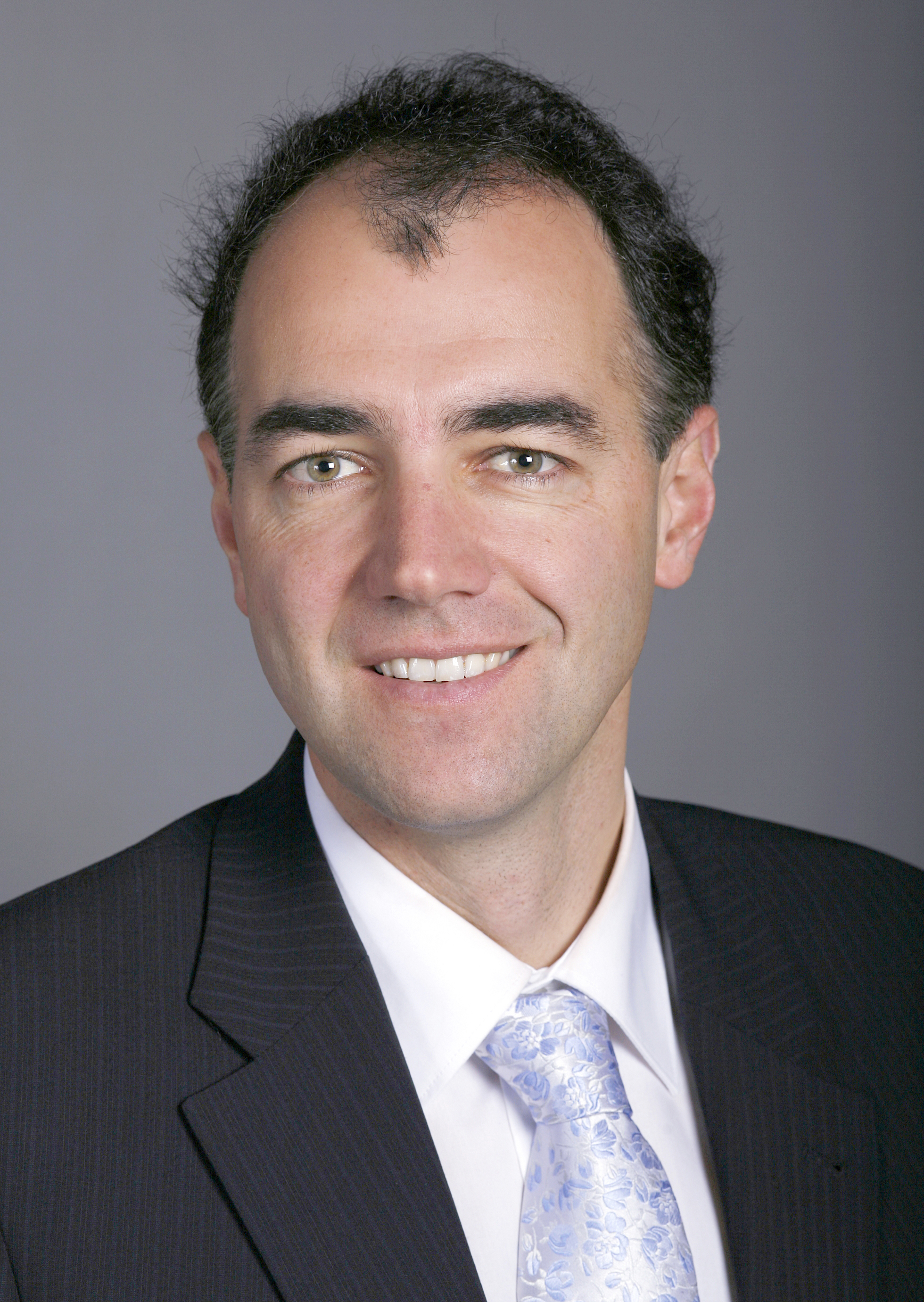
Christophe Darbellay 2006–2016
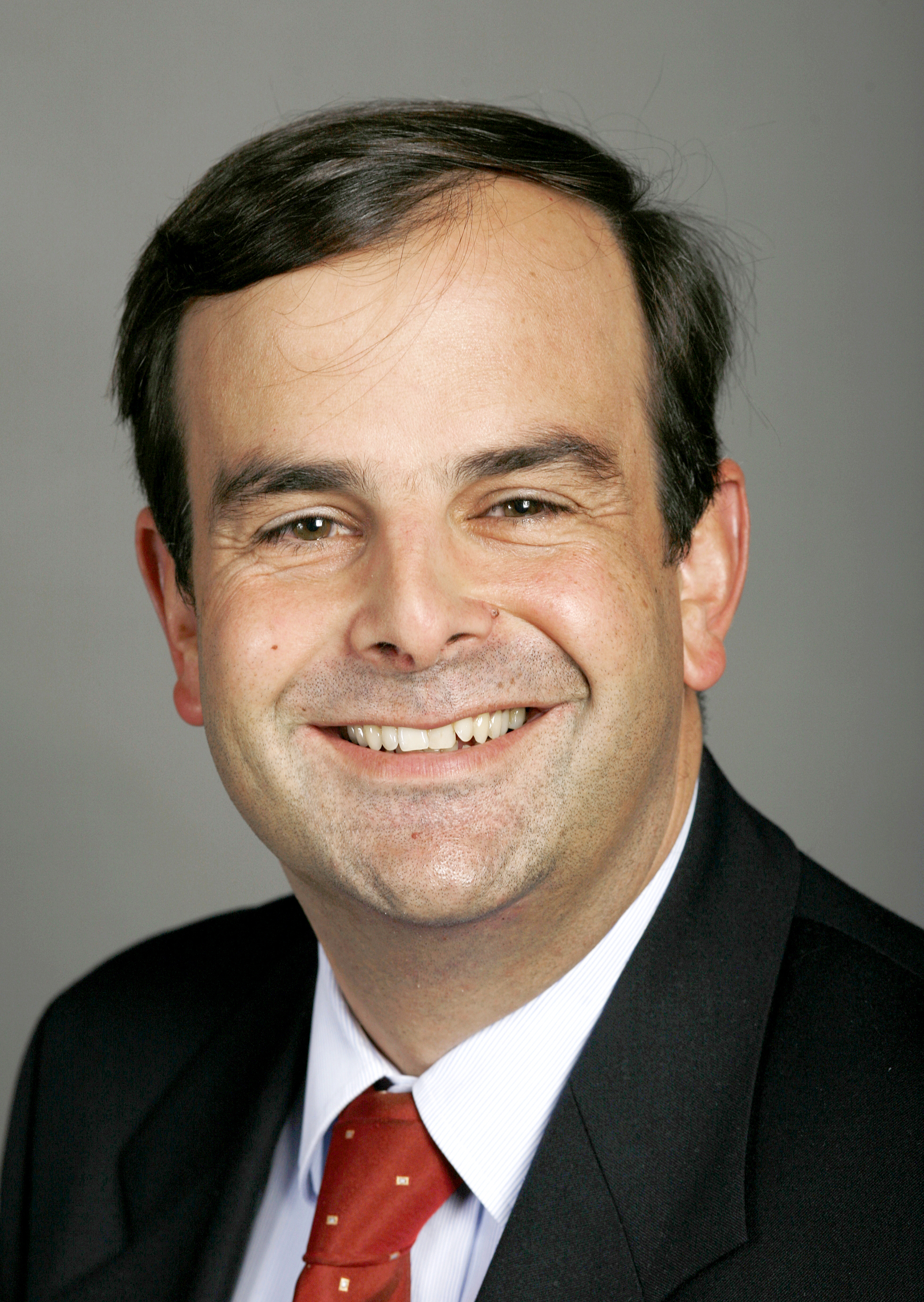
Gerhard Pfister seit 2016

### Fraktionspräsidenten
Die nachfolgenden Personen waren Fraktionspräsidenten der CVP-Fraktion der Bundesversammlung.

Alfons von Streng 1914–1919
Heinrich Walther 1919–1940
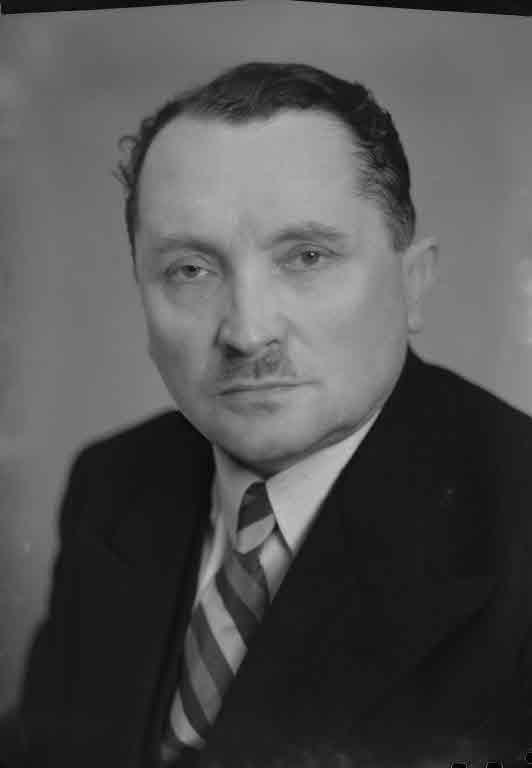
Emil Nietlispach 1940–1942
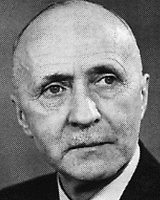
Thomas Holenstein 1942–1954
Joseph Condrau 1954–1960
Hans Fischer 1960–1963
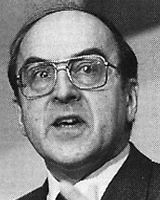
Kurt Furgler 1963–1971
Enrico Franzoni 1971–1972
Alois Hürlimann 1972–1976
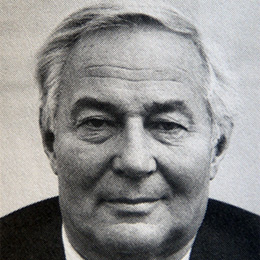
Laurent Butty 1976–1980
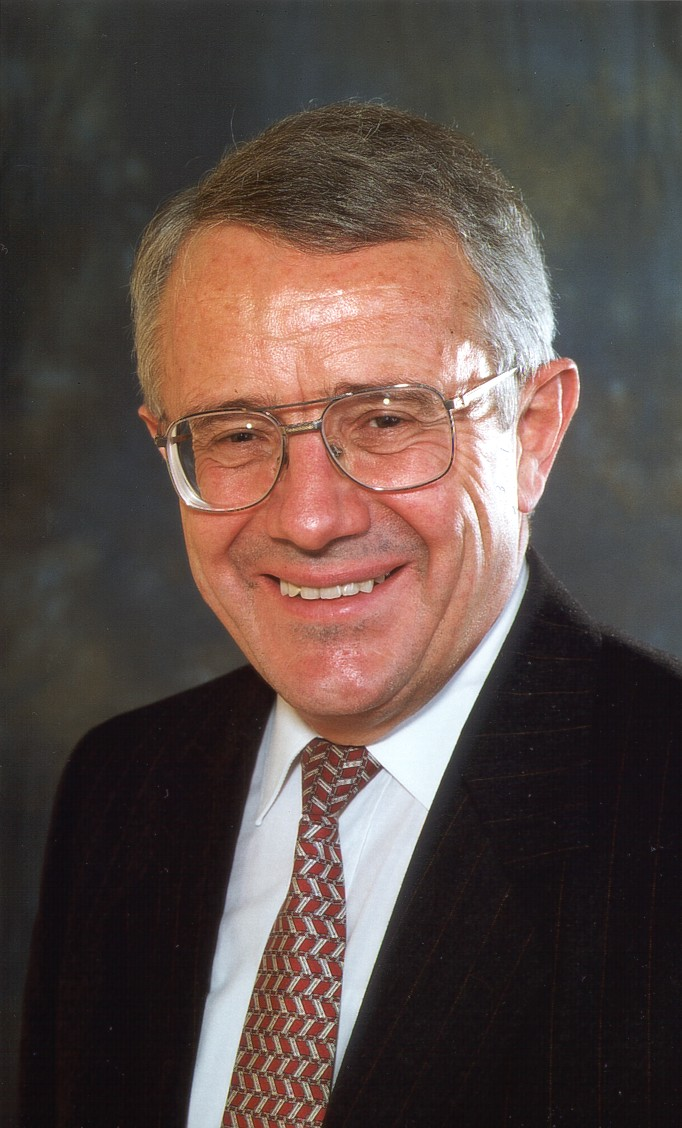
Arnold Koller 1980–1984
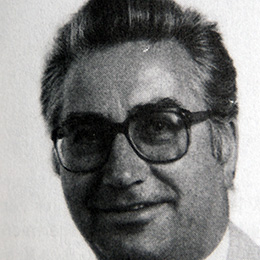
Paul Zbinden 1984–1989
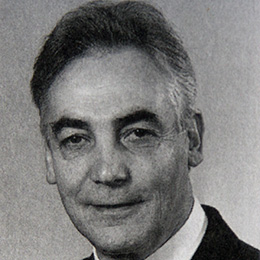
Vital Darbellay 1989–1991
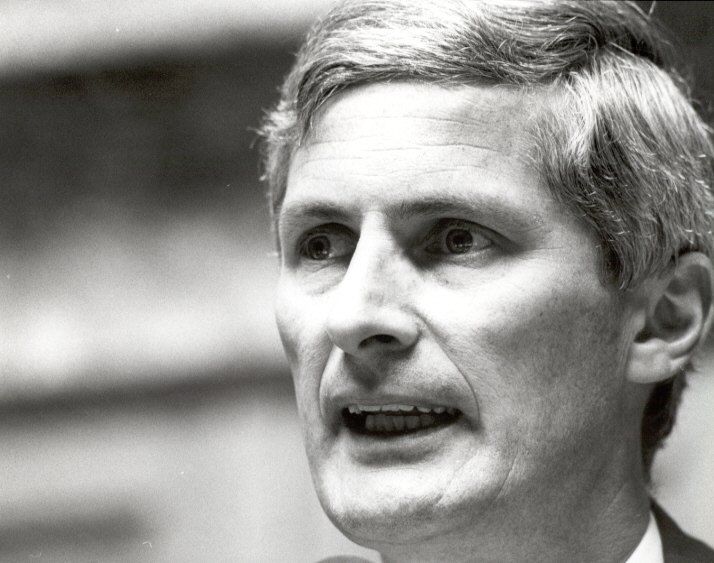
Peter Hess 1991–1998
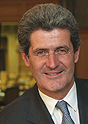
Jean-Philippe Maitre 1998–2002
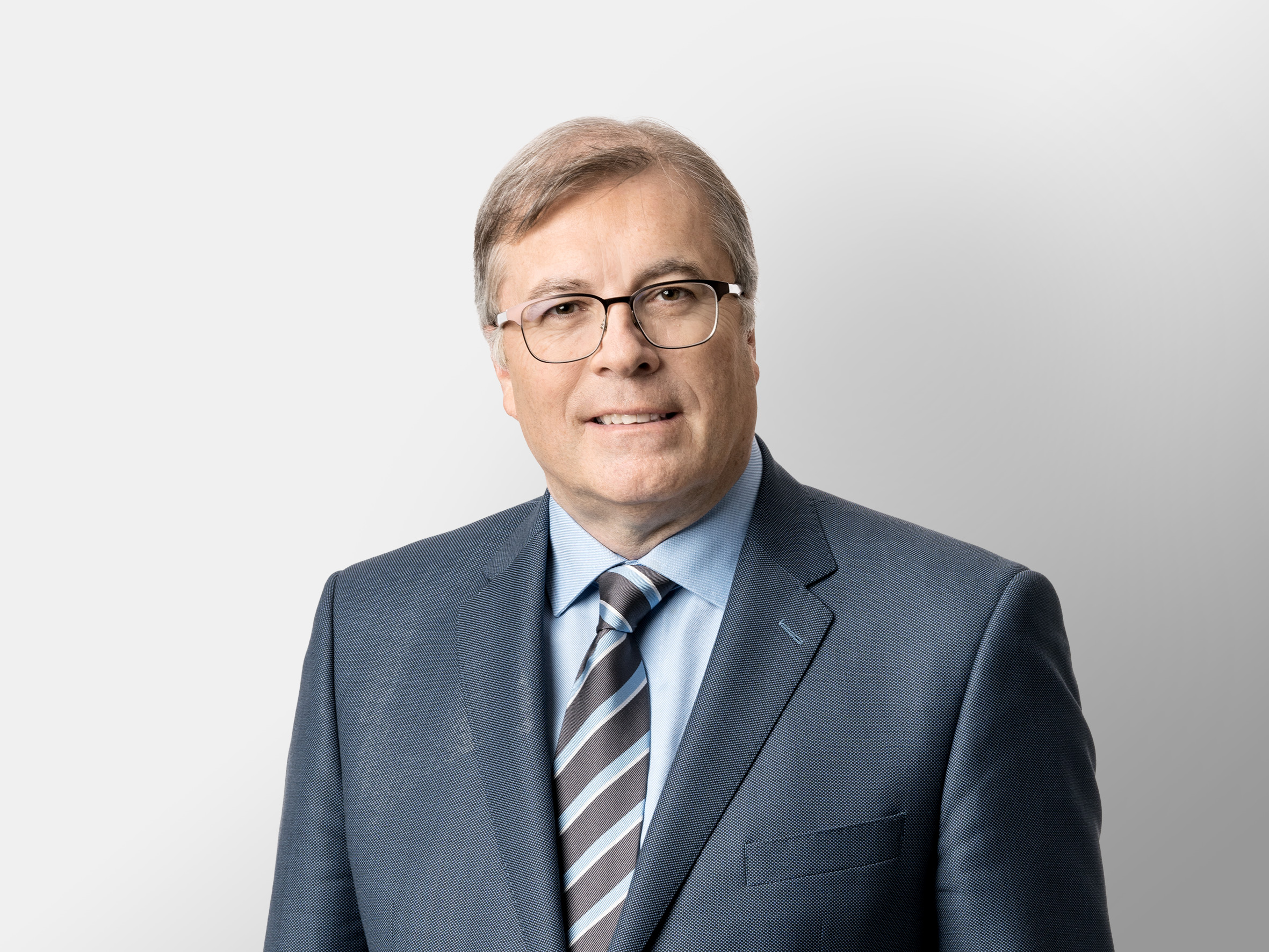
Jean-Michel Cina 2002–2005
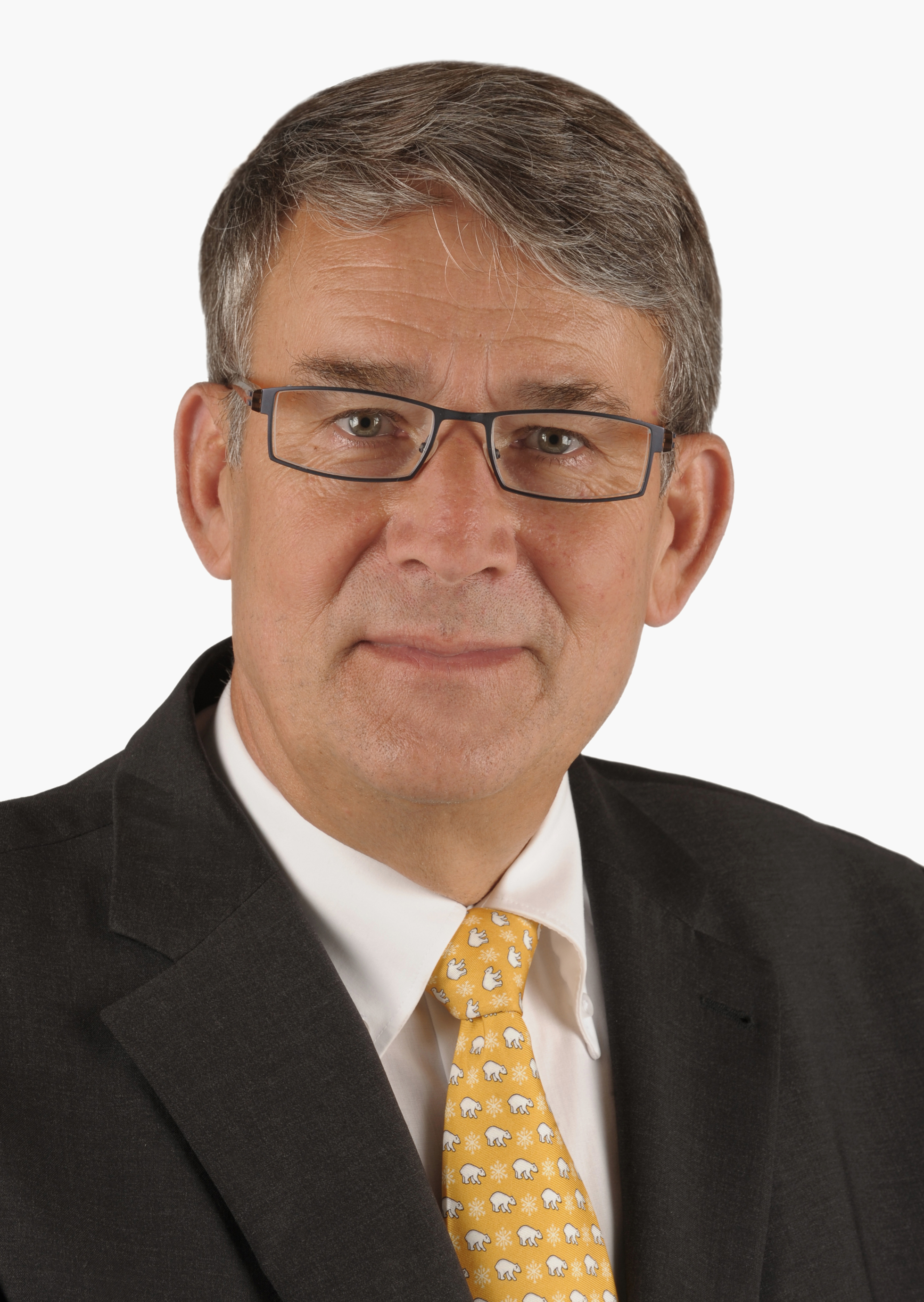
Urs Schwaller 2005–2013
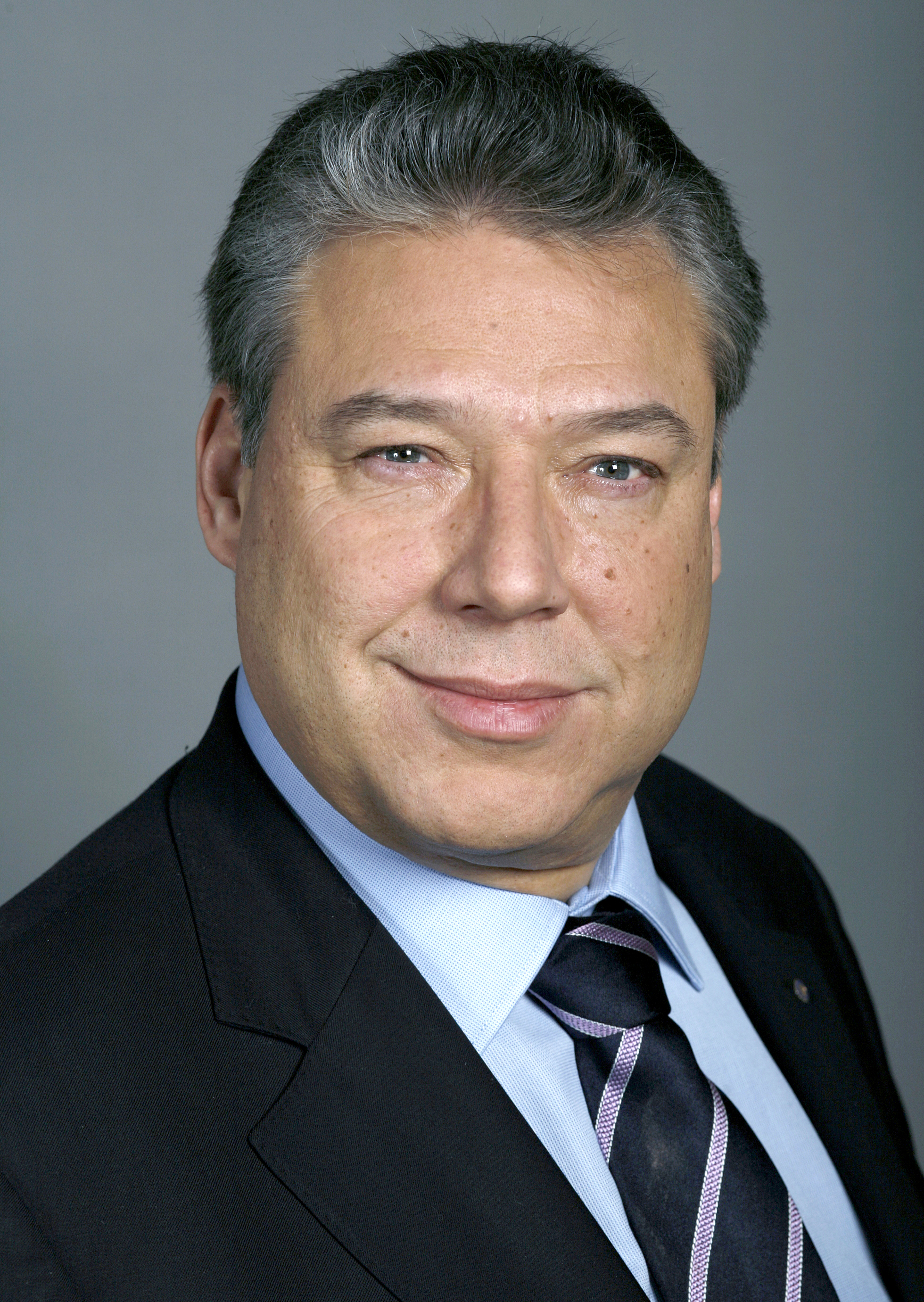
Filippo Lombardi 2013–2019
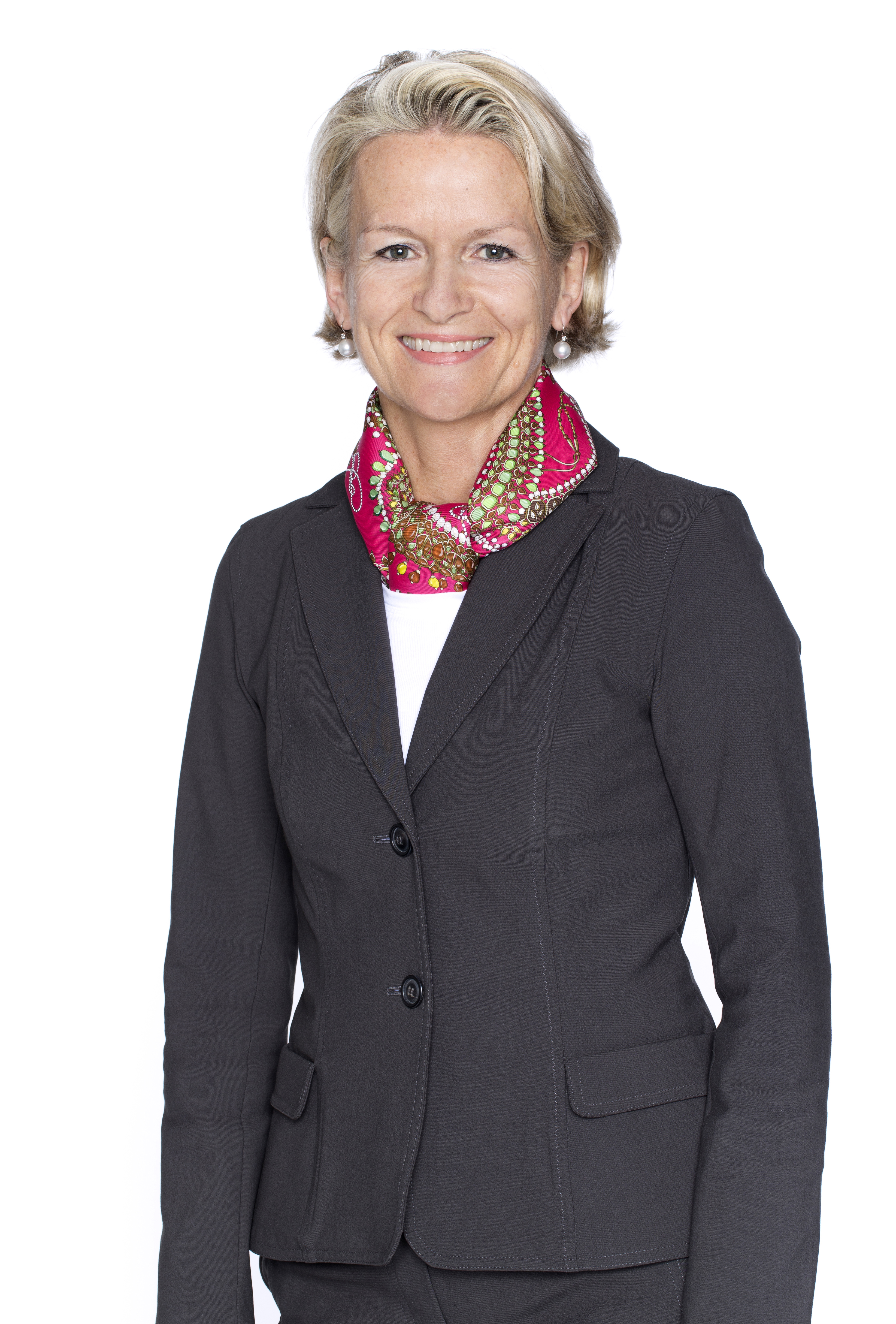
Andrea Gmür-Schönenberger seit 2020–2021
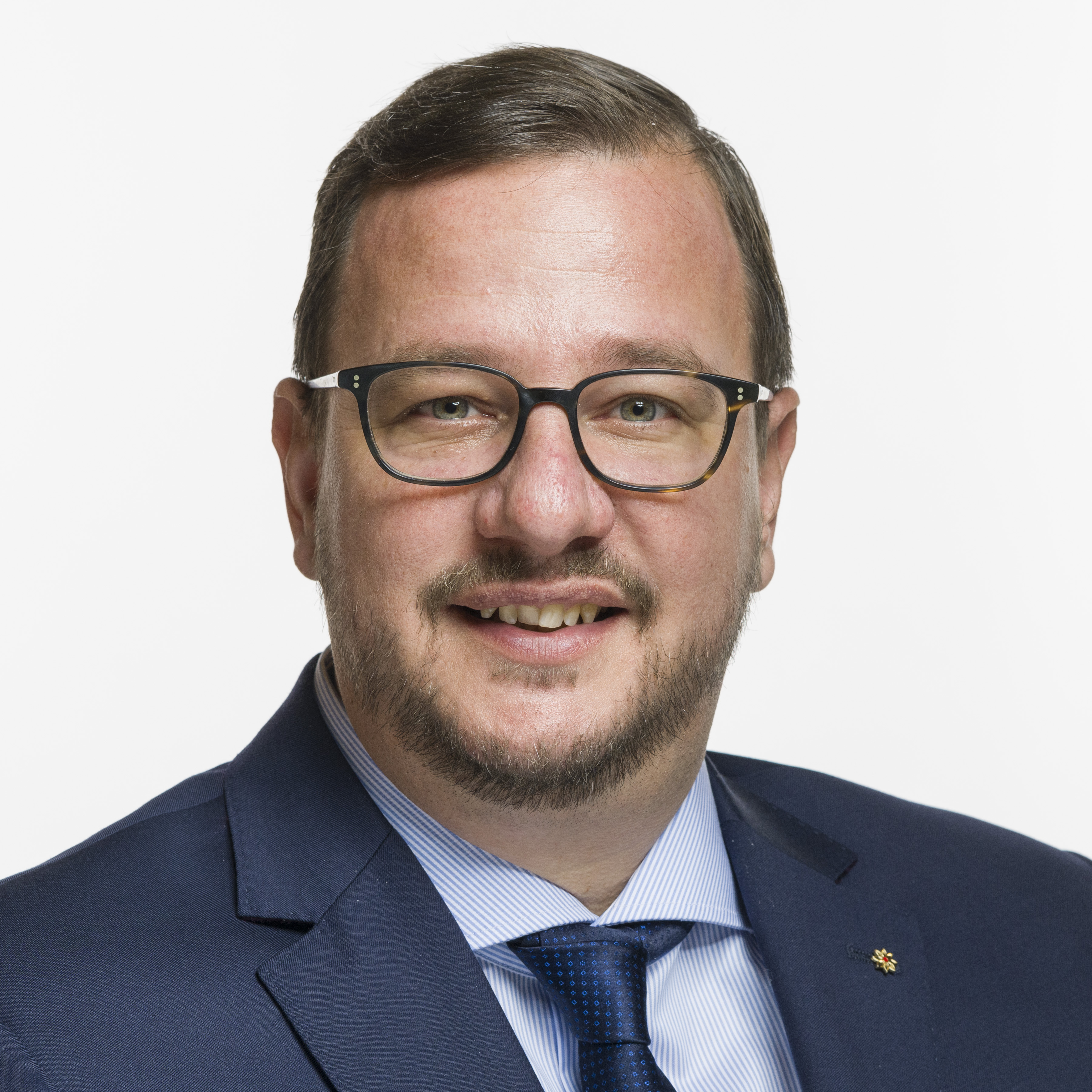
Philipp Matthias Bregy seit 2021

### Generalsekretäre
Die nachfolgenden Personen waren als Generalsekretär Mitglied der CVP.

Paul Kubick 1921–1928
Hermann Cavelti 1928–1941
Martin Rosenberg 1941–1968
Urs C. Reinhardt 1968–1974
Hans Peter Fagagnini 1974–1988
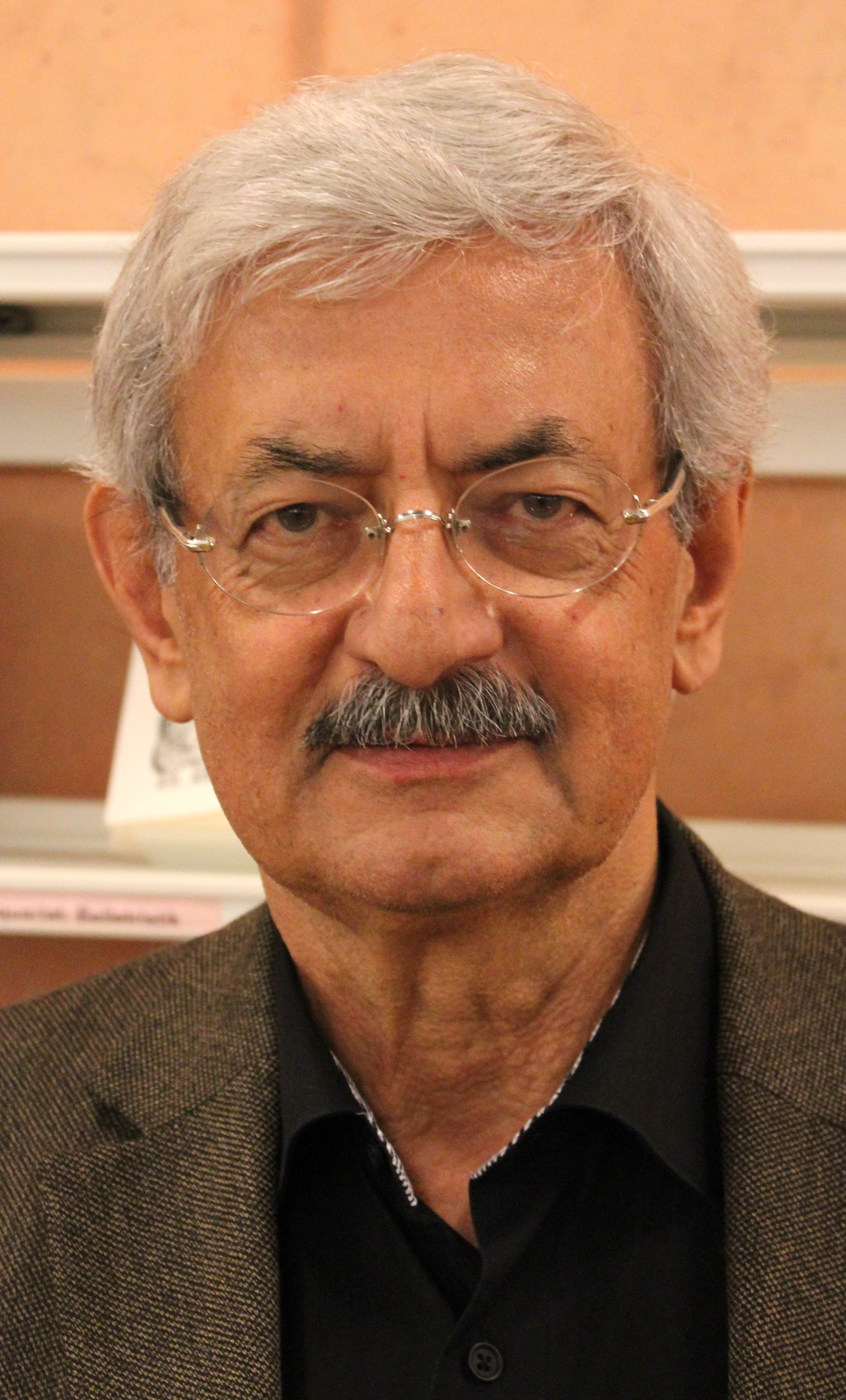
Iwan Rickenbacher 1988–1992
Raymond Loretan 1992–1997
Hilmar Gernet 1997–2001
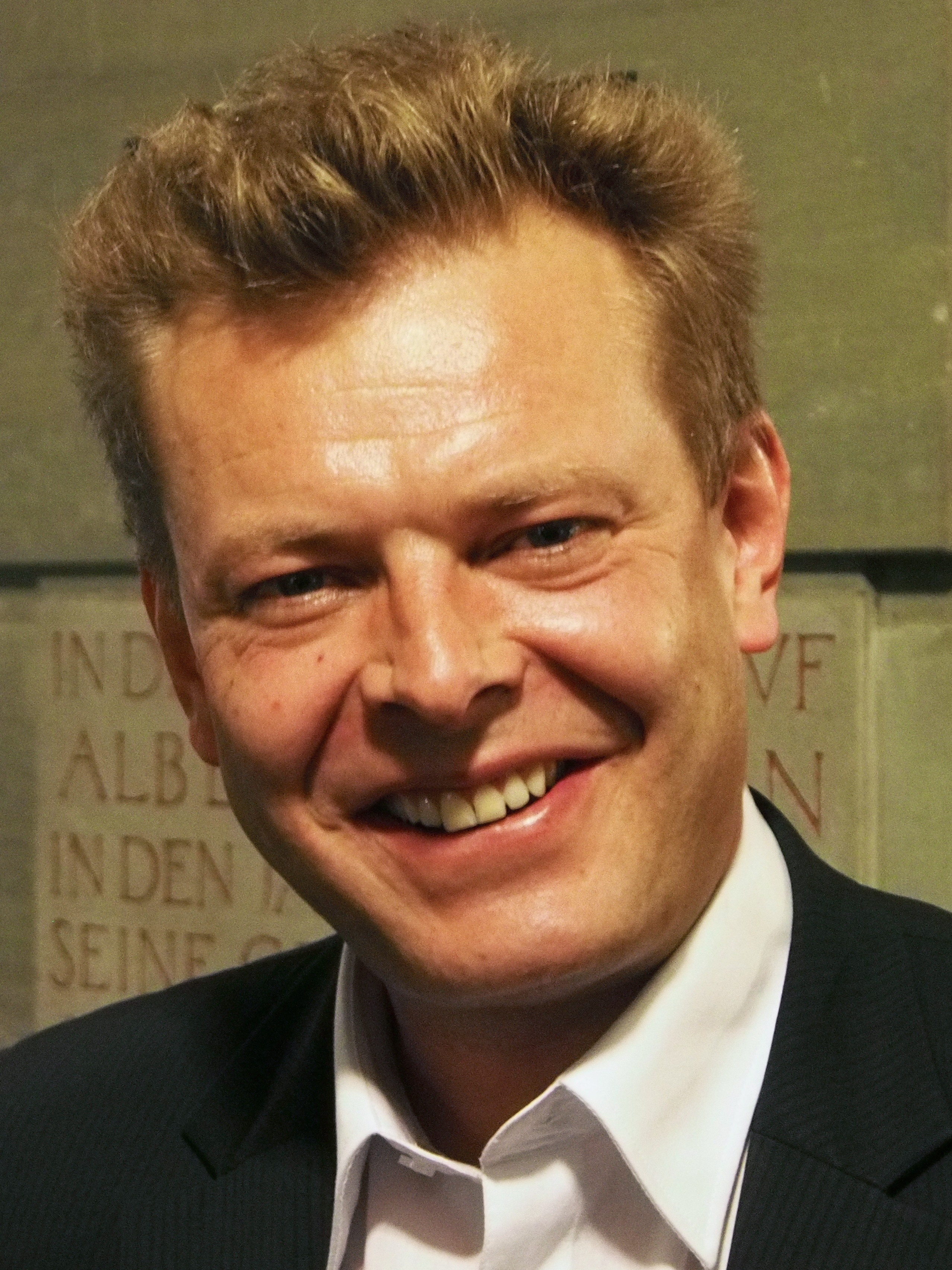
Reto Nause 2001–2008
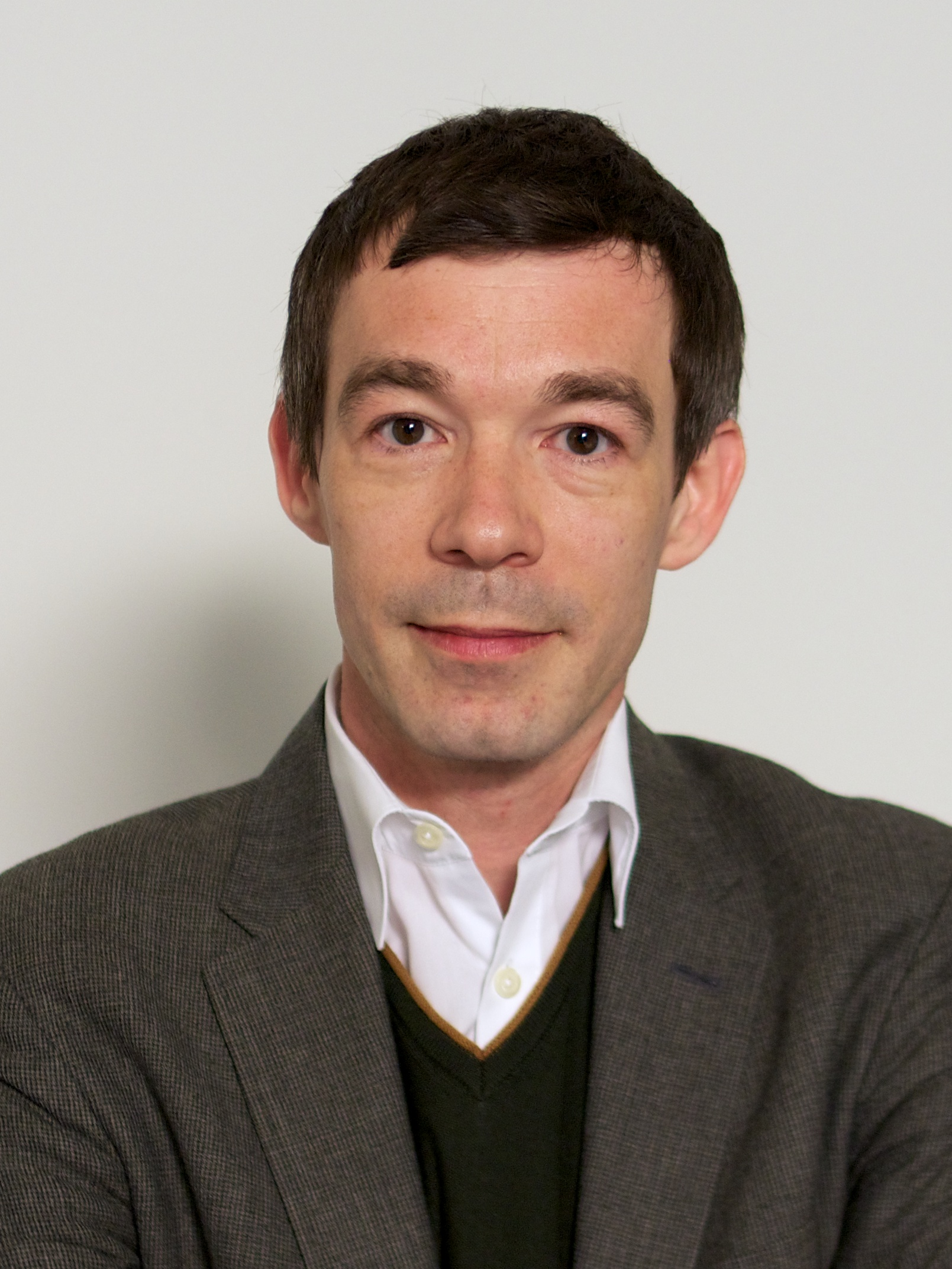
Tim Frey 2008–2012
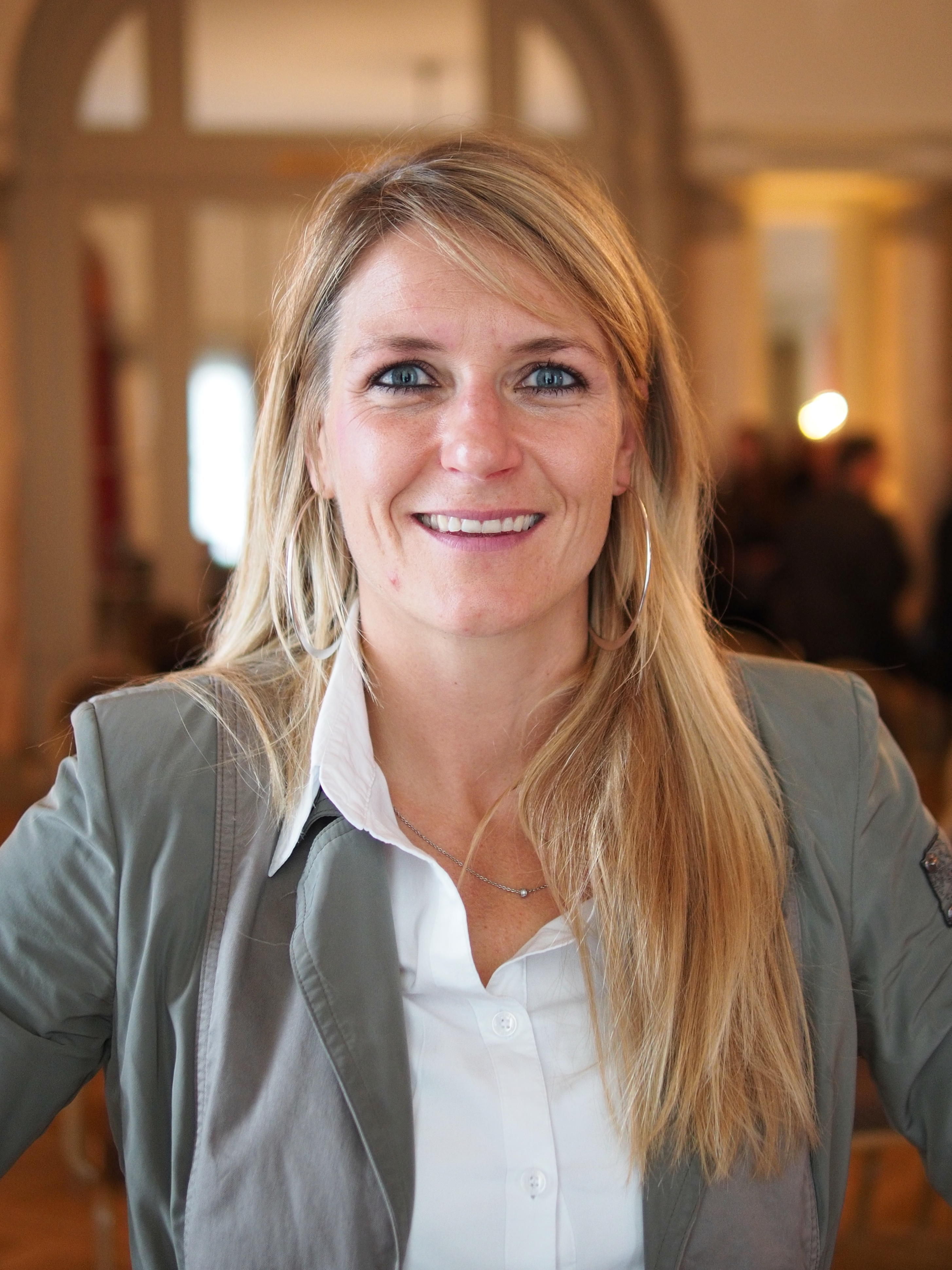
Béatrice Wertli 2012–2018
Gianna Luzio seit 2018

## Bundesräte
Die nachfolgenden Politiker waren als Bundesrat Mitglied der CVP.

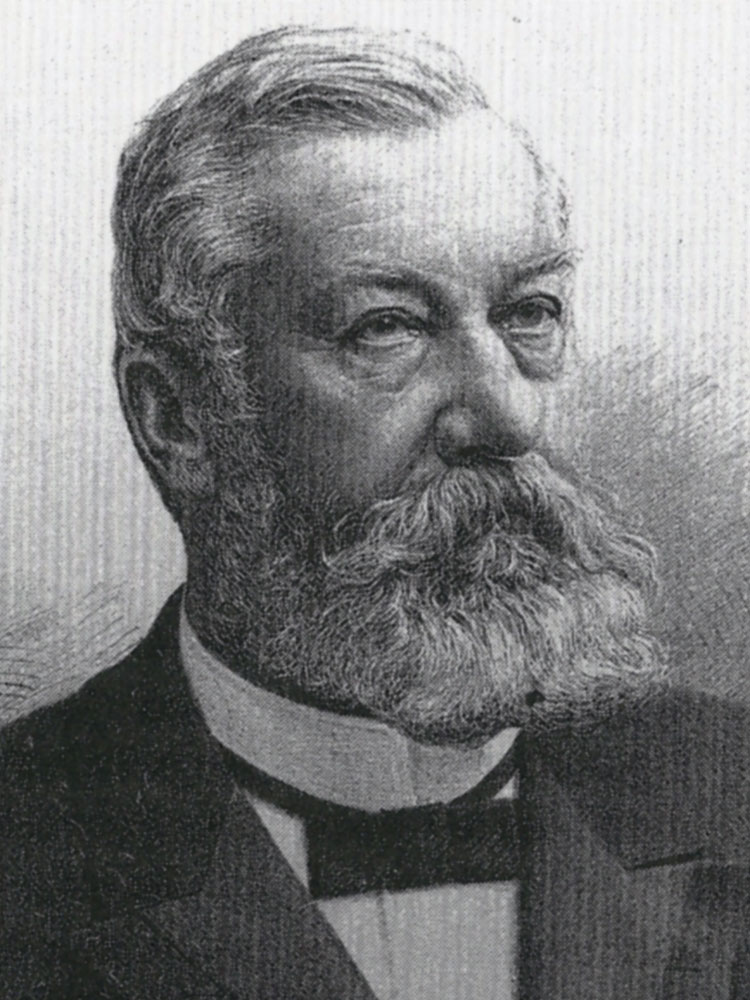
Josef Zemp 17. Dezember 1891 bis 17. Juni 1908
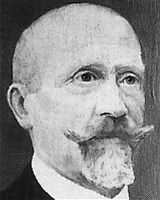
Josef Anton Schobinger 17. Juni 1908 bis 27. November 1911
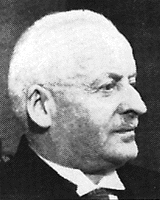
Giuseppe Motta 14. Dezember 1911 bis 23. Januar 1940
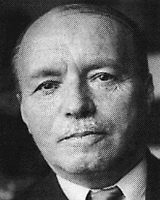
Jean-Marie Musy 11. Dezember 1919 bis 30. April 1934
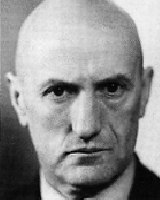
Philipp Etter 28. März 1934 bis 19. November 1959
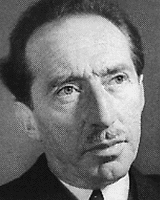
Enrico Celio 22. Februar 1940 bis 23. Juni 1950
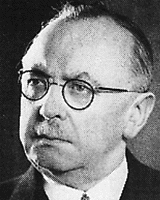
Josef Escher 14. September 1950 bis 26. November 1954
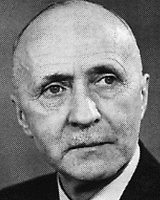
Thomas Holenstein 16. Dezember 1954 bis 20. November 1959
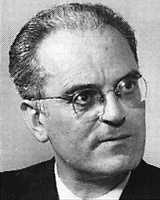
Giuseppe Lepori 16. Dezember 1954 bis 24. November 1959
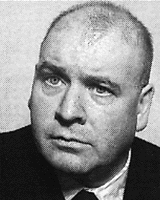
Jean Bourgknecht 17. Dezember 1959 bis 3. September 1962
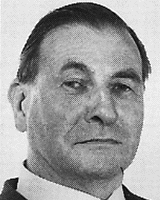
Ludwig von Moos 17. Dezember 1959 bis 31. Dezember 1971
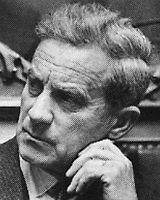
Roger Bonvin 27. September 1962 bis 31. Dezember 1973
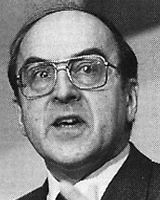
Kurt Furgler 8. Dezember 1971 bis 31. Dezember 1986
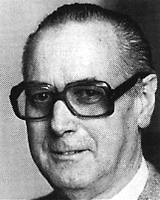
Hans Hürlimann 5. Dezember 1973 bis 31. Dezember 1982
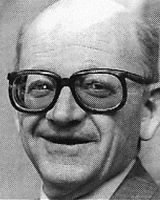
Alphons Egli 8. Dezember 1982 bis 31. Dezember 1986
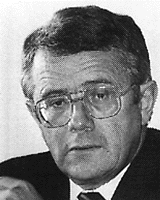
Arnold Koller 10. Dezember 1986 bis 30. April 1999
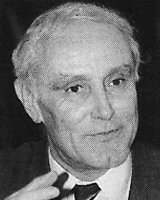
Flavio Cotti 10. Dezember 1986 bis 30. April 1999
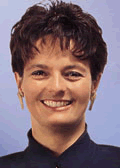
Ruth Metzler-Arnold 11. März 1999 bis 31. Dezember 2003
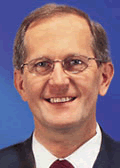
Joseph Deiss 11. März 1999 bis 31. Juli 2006
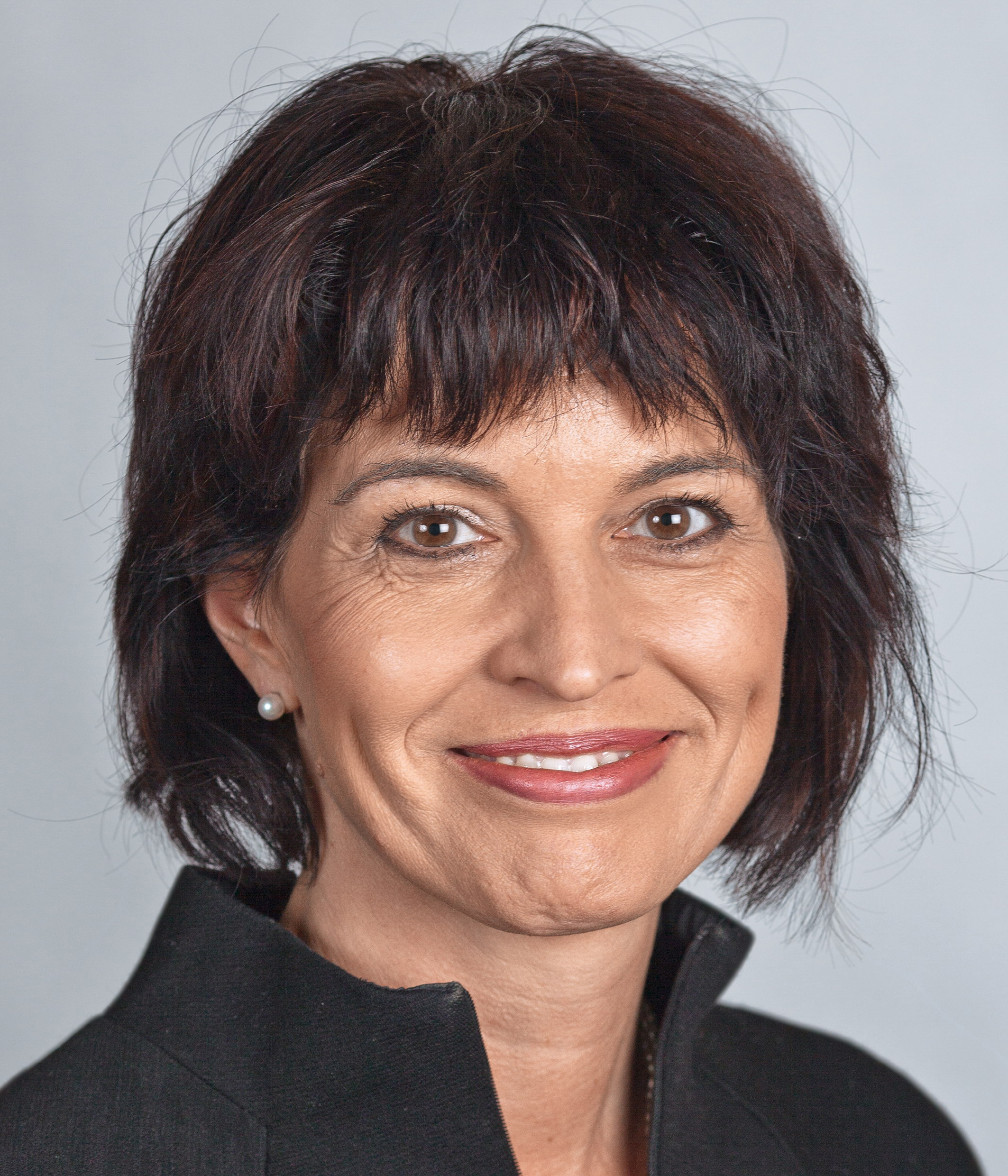
Doris Leuthard 14. Juni 2006 bis 31. Dezember 2018
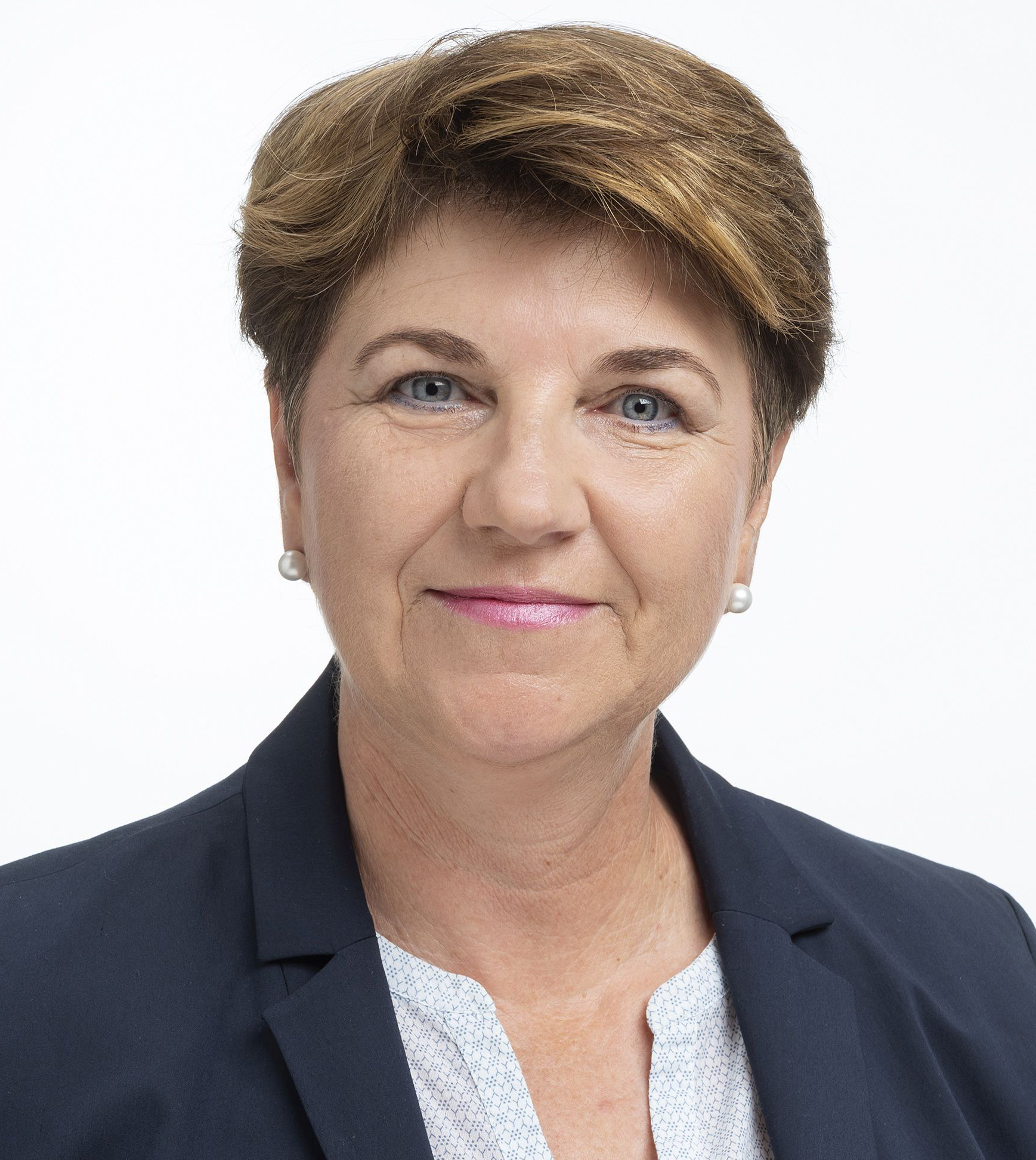
Viola Amherd seit 1. Januar 2019